# الإسماعيلية (مدينة)
الإِسمَاعِيلِيَة إحدى مدن قناة السويس وتعد من المدن الساحلية وهي عاصمة محافظة الإسماعيلية، يبلغ تعداد سكان المدينة وضواحيها حوالي مليون ونصف نسمة. تقع في منتصف الطريق تقريبًا بين بورسعيد إلى الشمال والسويس إلى الجنوب. تتسع القناة عند هذه النقطة لتشمل بحيرة التمساح، إحدى البحيرات المرة التي تربطها القناة.
بُنيت المدينة على الضفة الشمالية الغربية من بحيرة التمساح - والتي تُعتبر جزءًا من ممر قناة السويس - تقريبا في منتصف المسافة بين بورسعيد شمالا والسويس جنوبًا، لكي تكون مركزا لشركة قناة السويس العالمية للملاحة في عهد الخديوي إسماعيل.
تطورت المدينة في السنوات الأخيرة في أعقاب زيادة عدد السكان، فتم إنشاء «نفق جمال عبد الناصر» في مركز المدينة، و«مدينة المستقبل» لاستيعاب الزيادة السكانية وتقع على طريق القاهرة - الإسماعيلية الصحراوي. كما بدأت المحافظة في تجديد وبناء كباري جديدة على ترعة الإسماعيلية. وتشتهر المدينة بكثرة الحدائق والمتنزهات الطبيعية وهوائها النقي لقلة المنشئات الصناعية مقارنة بالمحافظات المجاورة فتجذب إليها الزائرين خاصة في فصل الربيع وفي الأعياد.
كما تم إنشاء أنفاق ضخمة تربط المدينة بشبه جزيرة سيناء شبيهة لنفق الشهيد أحمد حمدي في السويس.

## التاريخ
تعود نشأة المدينة إلى عصر ما قبل الأسرات حيث كانت المقاطعة الثامنة في إقليم مصر الدنيا أو السفلى وعاصمتها (براتوم) بمنطقة تل المسخوطة بمدينة أبو صوير حالياً، وقد سار على أرضها أنبياء الله إبراهيم ويوسف ويعقوب وموسى، وتشرفت برحلة العائلة المقدسة، ثم دخلها الإسلام مع الفتح العربي لمصر على يد عمرو بن العاص، أما عن نشأة الإسماعيلية في العصر الحديث فقد تأسست رسمياً في عهد سعيد باشا حيث تم وضع حجر الأساس في 27 أبريل 1862 وسُمّيت مدينة التمساح لوقوعها حينها شمال بحيرة التمساح، وفي 4 مارس 1863 أُقيم حفل كبير من قبل شركة القناة السويس حيث أطلق اسم الإسماعيلية على المدينة نسبة إلى الخديوي إسماعيل. وفي يناير عام 1960 صدر القانون رقم 24 لسنة 1960 بإنشاء محافظة الإسماعيلية، وكان لمدينة الإسماعيلية وشعبها دور مشهود في مواجهة الاحتلال البريطاني، وتحتفل الإسماعيلية بعيدها القومي في يوم 25 يناير من كل عام تخليداً لذكرى صمود قوات الشرطة المصرية ضد القوات البريطانية عام 1952.

### العصور القديمة
كانت الإسماعيلية تمثل المقاطعة الثامنة في منطقة الدلتا وهي المنطقة الواقعة ما بين وادي الطميلات والبحر الأحمر وموقعها حالياً مركز تل المسخوطة الذي يقع على بعد 15 كيلو متر غرب مدينة الإسماعيلية الحالية، كما كانت ثاور عاصمة المقاطعة الرابعة عشر وهي المنطقة الواقعة حالياً قرب مدينة القنطرة شرق. ولحماية مصر من خطر الآسيويين القادمين من الشمال قام أمنمحات الثالث بتشييد حائط الأمير، وهو عبارة عن مجموعة من القلاع أقيمت على الطريق والممرات المؤدية إلى فلسطين. وتضم الإسماعيلية عدة آثار فرعونية تؤكد قدم تاريخها منها تل الصحابة، وتل المسخوطة، وحصن سكوت، وقلعة ثاور، ووادي الطميلات، وتل دنة، والرطابي، والتل الكبير

### العصور المتوسطة
أثناء العصر البطلمي حملت المدينة اسم هيربوليس أي مدينة المخازن حيث كانت حصناً ومركزاً تجارياً لتبادل المنتجات مع الهند وأوروبا، خلال العصر الروماني حملت المدينة اسم بيتوم أي مدينة الإله المصري في منطقة شرق الدلتا وكان وجود معبد الإله أتوم في المدينة سبباً في الاهتمام بها وشهدت المدينة ثورة عنيفة ضد روما.
كانت المدينة من أهم محطات طريق قوات الفتح الإسلامي لمصر حيث وصل عمرو بن العاص إلى الفرما «بورسعيد» ثم واصل إلى منطقة الإسماعيلية بعيداً عن البحر حتى وصل إلى الصالحية ثم وادي الطميلات (التل الكبير حالياً) ثم انتهى إلى بلبيس وبعدها عين شمس فأصبحت مصر إحدى ولايات الدولة الإسلامية. وحظيت المدينة خلال تلك الفترة بمكانة مميزة حيث كانت من محطات القوافل عند منطقة البحيرات المرة.

### العصور الحديثة
قبل عام 1862 كانت المدينة عبارة عن واحة خضراء يطلق عليها (قرية التمساح) وعندما جاء الخديوي إسماعيل والياً على مصر أطلق عليها اسم الإسماعيلية في عام 1863، ولكن المدينة بملامحها الحالية لم تظهر إلا في أواخر عام 1869 عندما أُقيم حفل افتتاح قناة السويس على ربوة عالية عرفت باسم عتبة الجسر (المنطقة رقم 6 حالياً)
مدينة الإسماعيلية هي مقر الجيش الثاني الميداني، وهي أيضا هي مقر لقيادة المنطقة الجوية الشرقية وهي أقدم وأول قيادة لسلاح الجو المصري.

## الجغرافيا والسكان

### المناخ
| البيانات المناخية لـلإسماعيلية                  | البيانات المناخية لـلإسماعيلية | البيانات المناخية لـلإسماعيلية | البيانات المناخية لـلإسماعيلية | البيانات المناخية لـلإسماعيلية | البيانات المناخية لـلإسماعيلية | البيانات المناخية لـلإسماعيلية | البيانات المناخية لـلإسماعيلية | البيانات المناخية لـلإسماعيلية | البيانات المناخية لـلإسماعيلية | البيانات المناخية لـلإسماعيلية | البيانات المناخية لـلإسماعيلية | البيانات المناخية لـلإسماعيلية | البيانات المناخية لـلإسماعيلية |
| الشهر                                           | يناير                          | فبراير                         | مارس                           | أبريل                          | مايو                           | يونيو                          | يوليو                          | أغسطس                          | سبتمبر                         | أكتوبر                         | نوفمبر                         | ديسمبر                         | المعدل السنوي                  |
| ----------------------------------------------- | ------------------------------ | ------------------------------ | ------------------------------ | ------------------------------ | ------------------------------ | ------------------------------ | ------------------------------ | ------------------------------ | ------------------------------ | ------------------------------ | ------------------------------ | ------------------------------ | ------------------------------ |
| الدرجة القصوى °م (°ف)                           | 30 (86)                        | 36 (97)                        | 40 (104)                       | 44 (111)                       | 44 (111)                       | 47 (117)                       | 45 (113)                       | 41 (106)                       | 44 (111)                       | 40 (104)                       | 37 (99)                        | 32 (90)                        | 47 (117)                       |
| متوسط درجة الحرارة الكبرى °م (°ف)               | 19.2 (66.6)                    | 20.9 (69.6)                    | 23.3 (73.9)                    | 28.6 (83.5)                    | 31.8 (89.2)                    | 34.8 (94.6)                    | 35.7 (96.3)                    | 35.3 (95.5)                    | 33.1 (91.6)                    | 30 (86)                        | 25.4 (77.7)                    | 20.9 (69.6)                    | 28.2 (82.8)                    |
| المتوسط اليومي °م (°ف)                          | 14.8 (58.6)                    | 16.1 (61.0)                    | 18.3 (64.9)                    | 22.9 (73.2)                    | 25.7 (78.3)                    | 28 (82)                        | 29.8 (85.6)                    | 29.6 (85.3)                    | 27.8 (82.0)                    | 24.8 (76.6)                    | 20.3 (68.5)                    | 15.9 (60.6)                    | 22.8 (73.0)                    |
| متوسط درجة الحرارة الصغرى °م (°ف)               | 7.6 (45.7)                     | 8.3 (46.9)                     | 10.3 (50.5)                    | 14.1 (57.4)                    | 16.4 (61.5)                    | 19.5 (67.1)                    | 21.3 (70.3)                    | 21.5 (70.7)                    | 19.7 (67.5)                    | 16.6 (61.9)                    | 12.7 (54.9)                    | 8.9 (48.0)                     | 14.7 (58.5)                    |
| أدنى درجة حرارة °م (°ف)                         | 1 (34)                         | −2 (28)                        | 2 (36)                         | 7 (45)                         | 3 (37)                         | 10 (50)                        | 13 (55)                        | 14 (57)                        | 12 (54)                        | 9 (48)                         | 4 (39)                         | 2 (36)                         | −2 (28)                        |
| الهطول مم (إنش)                                 | 7 (0.3)                        | 6 (0.2)                        | 7 (0.3)                        | 2 (0.1)                        | 2 (0.1)                        | 0 (0)                          | 0 (0)                          | 0 (0)                          | 0 (0)                          | 2 (0.1)                        | 6 (0.2)                        | 5 (0.2)                        | 37 (1.5)                       |
| متوسط أيام هطول الأمطار (≥ 1.0 mm)              | 1.1                            | 0.5                            | 0.7                            | 0.3                            | 0.2                            | 0.0                            | 0.0                            | 0.0                            | 0.0                            | 0.0                            | 0.2                            | 0.5                            | 3.5                            |
| متوسط الرطوبة النسبية (%)                       | 57                             | 54                             | 49                             | 43                             | 42                             | 46                             | 48                             | 51                             | 54                             | 55                             | 58                             | 60                             | 51.4                           |
| المصدر #1: NOAA, Climate Charts                 |                                |                                |                                |                                |                                |                                |                                |                                |                                |                                |                                |                                |                                |
| المصدر #2: Voodoo Skies for record temperatures |                                |                                |                                |                                |                                |                                |                                |                                |                                |                                |                                |                                |                                |

### التقسيم الإداري
كانت المدينة حتى جلاء القوات المحتلة لقناة السويس مقسمة إلى الحي العربي والحي الغربي.
- الحي العربي

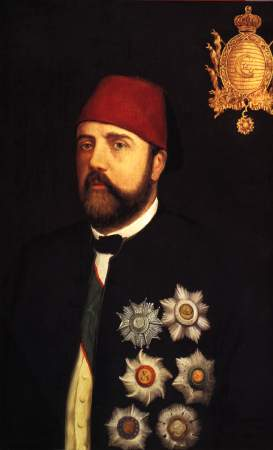
الخديوي إسماعيل باني الإسماعيلية

وهو الحي الذي كان يسكنه المصريون الذين شاركوا في حفر قناة السويس وترعة الإسماعيلية. واشتهر ببطولات المقاومين المصرين ضد الوجود الإنجليزي والفرنسي في المدينة، وبالبنايات التقليدية الشعبية والمعمار الإسلامي ويضم منطقة «المحطة الجديدة» - و«العرايشية» التي أنشأت لاحقًا.
- الحي الغربي

وهو على النقيض تمامًا، فقد كان مصمما جغرافيا على النمط الفرنسي حيث أطلقت على المدينة اسم «باريس الصغيرة». وقد سكن في هذا الحي الأجانب وقادة شركة قناة السويس، ويتجلى في مظهره حتى الآن كثرة الأشجار والتصميم المعماري الفرنسي والغربي بوجه عام ويطلق عليه الأهالي حي (الإفرنج).
واليوم تنقسم المدينة إلى ثلاثة أحياء:
- أول الإسماعيلية

المطل على القناة،
- ثان الإسماعيلية

إلى الغرب من الحي الأول،
- ثالث الإسماعيلية

إلى الغرب من الحي الثاني.
| الحي                    | عدد السكان (تقديرات 1/ 2024) | الشياخات والمناطق |
| ----------------------- | ---------------------------- | --- |
| قسم حي الإسماعيلية أول  | 50,987 نسمة                  | * شياخة التمساح - شياخة مكة - شياخة العباسي وعزب البهتيني - أبو علي - حلقة السمك - هانون - على عيد - ابو جاموس - الحجف |
| قسم حي الإسماعيلية ثان  | 270,357 نسمة                 | * شياخة عرايشية مصر - شياخة منشأة الشهداء - شياخة السلام                                                               |
| قسم حي الإسماعيلية ثالث | 134,396 نسمة                 | * شياخة الشيخ زايد - شياخة التمليك - شياخة الطرق والكباري                                                              |

### السكان
تكونت الإسماعيلية من خليط شكّلته ثلاث موجات أو تكتلات أو هجرات رئيسية، تدفقت في وقت واحد متزامنة مع افتتاح قناة السويس، وظهور المدينة الجديدة على شاطئ بحيرة التمساح التي كانت بحاجة إلى سكان يصنعون مقومات الحياة اليومية.
- قبل حفر قناة السويس كانت امتداد وسطي ما بين سيناء ومحافظة الشرقية حيث كانت تتبع في مرحلة ما مركز أبو حماد شرقية قبل أن تكون محافظة وكان سكانها الأصليين بطبيعة الحال من العربان حتى ما بعد المحسمة والقصاصين غربا مثل قبيلة مزينة العربية التي نزحت من الجزيرة العربية إلى جنوب سيناء، ثم إلى الوادي ومنها عائلات أبو دهشان ونصر الله والعيايدة والروضان -
أولى هذه الموجات كانت قد جاءت مع بداية أعمال حفر قناة السويس من الجنوب ومدن صعيد مصر، وهؤلاء الذين شاركوا في حفر القناة وسرعان ما وجدوا أنفسهم عقب انتهاء أعمال الحفر، وافتتاح قناة السويس للملاحة الدولية، أمام خيار البقاء في المدينة الجديدة منخرطين في أعمال وحرف تتطلبها حاجات الحياة والمعاش اليومي للمدينة، مفضلين ذلك على العودة إلى منابع هجرتهم في صعيد مصر.
وقد هجر السكان الأصليون البلدة بعد نكسة 67 واحتلال القوات الإسرائيلية لشرق المدينة على قناة السويس. لكن عند العودة مرة أخرى بعد معركة العبور سنة 1973، اختلط الكثير من المحافظات المجاورة مثل محافظة الشرقية بالعائدين، لبناء المدينة المدمرة من جديد.
وقد سكن الحي الإفرنجي (الغربي) الفرنسيون والإنجليز واليونانيون ومختلف الجنسيات الأخرى. ومعظم من يسكنه اليوم من العاملين في شركة قناة السويس، حيث تخصص لهم الشركة مساكن لحين الوصول إلى فترة المعاش.

## المعالم الطبيعية والسياحية

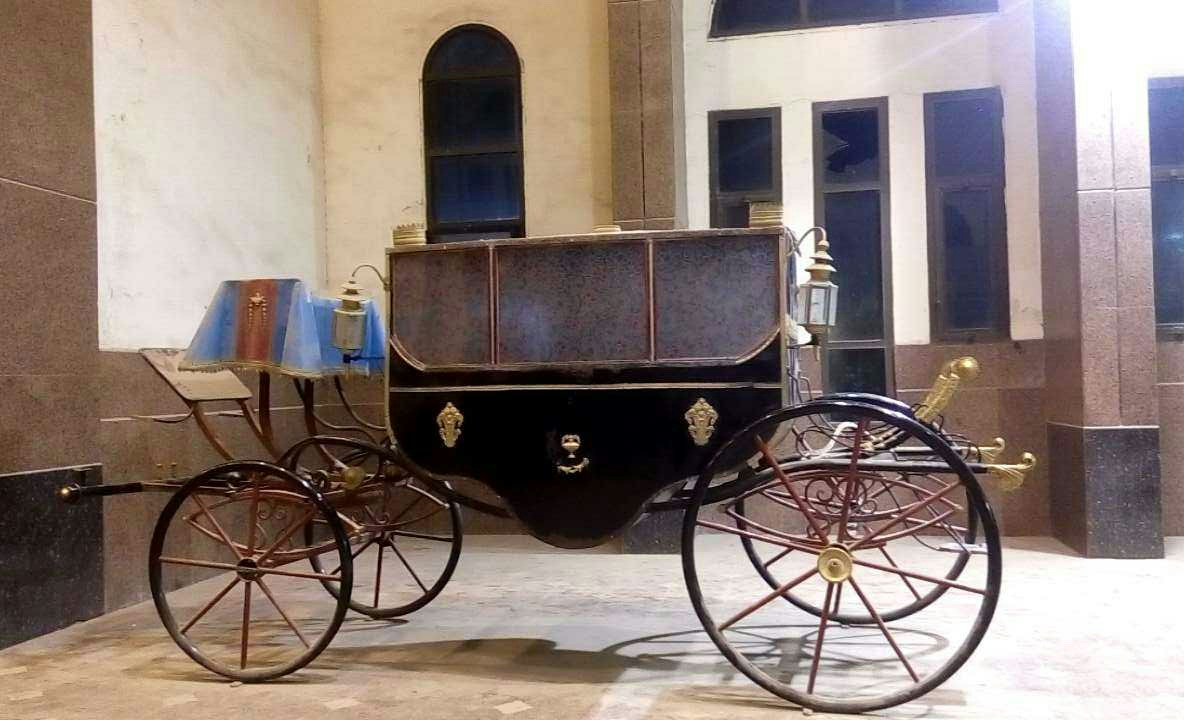
عَربة الخديوي إسماعيل- موجودة في مَحطة قطارات الإسماعيلية

تطل المدينة على ضفتي قناة السويس والبحيرات المرة وبحيرة التمساح، ونظراً لجوها المعتدل على مدار العام وبالإضافة إلى قربها من القاهرة والشرقية والقليوبية فهي تُستغل كمصيف ومشتى في نفس الوقت، كما تمتاز بكثرة الحدائق والمنتزهات وبها مناطق صيد سمك كثيرة على امتداد بحيرة التمساح والبحيرات المرة ومنطقة فايد وأبو سلطان وفنارة. كما يمارس السياح مختلف أنواع الرياضات المائية.
الإسماعيلية غنية بالمقاصد السياحية التاريخية والتي تشعرنا بعظمة الحضارة المصرية، وتذكرنا بالانتصارات الجليلة. وملامحها التاريخية التي تبدأ من العصر الفرعوني وصولاً إلى العصر الحالي تمثّل لوحة رائعة الجمال تتيح للزائرين فرصة التعايش مع رحلة التاريخ على أرضها.
وتقع محافظة الإسماعيلية ضمن محافظات الوجه البحري وتعتبر ضمن المحافظات التي تقع بوادي الطميلات الذي يرجع إلى عصر الدولة الحديثة والعصر المتأخر واليوناني والروماني. إلى أن قامت هيئة الآثار المصرية بعمل حفائر علمية بتل حسن داوود ونتج عن الحفائر ظهور مقابر ترجع إلى عصر ما قبل الأسرات وبداية عصر الأسرات أي قبل 5000 عام.

### مقابر الكومنولث
تنتشر بمناطق عديدة في مصر، وتجتذب عدد كبير من الزائرين الأجانب لزيارة ذويهم في الذكرى السنوية للحرب العالمية الثانية. تقع المقابر في مدينة الإسماعيلية كما تقع أيضاً ثلاث مقابر أخرى بمدن فايد والتل الكبير والقنطرة شرق.

### متحف الآثار
يعد من أقدم المتاحف في مصر شيده المهندسين العاملين في الشركة العالمية للملاحة البحرية (هيئة قناة السويس) عام 1911، ويعتبر نواة جميلة لمتحف إقليمي، وطابع المتحف المعماري يأخذ شكل المعبد (الصرح) ويتميز بالبوابات والنوافذ التي تعلوها الجعارين أسفل الكورنيش، وندرة ما يحتويه من قطع أثرية حيث يضم قطع أثرية لكل العصور بدايةً من العصر الفرعوني إلى عصر محمد على، وقد تم افتتاح المتحف للزيارة لأول مرة في عام 1913.

### متحف ديليسبس
يرجع إلى فترة حفر قناة السويس (1859) كان مقراً لإقامة المهندس الفرنسي فرديناند ديليسبس الذي حصل على امتياز حفر قناة السويس من الخديوي إسماعيل.. ويضم المتحف أدواته ومتعلقاته والرسوم الهندسية والخرائط كذلك قطعة أصلية من (الكانفاه) مشغول عليها حرفين S.C اختصار لعبارة قناة السويس، ونموذج للدعوة الأصلية التي وجهت للملوك والرؤساء لحضور حفل افتتاح قناة السويس الأسطوري في 17 نوفمبر 1869 كذلك العربة الأصلية التي كانت تجرها الخيول والتي كان يستخدمها ديليسبس في المرور على مواقع العمل في حفر قناة السويس، وغرفة المعيشة تم تغليفها بورق حائط اُستخدم لأول مرة في مصر، وتم جلبه من فرنسا في هذا الوقت إلى جانب مقياس حرارة للجو (مائي) والذي ما زال يعمل بكفاءة إلى الآن.

### متحف دبابات أبو عطوة
أُنشئ هذا المتحف بقرية أبو عطوة على بعد 3 كم من مدينة الإسماعيلية تخليداً لذكرى المعركة التي تصدت فيها القوات المسلحة وشعب الإسماعيلية للدبابات الإسرائيلية في حرب أكتوبر المجيدة عام 1973، والتي حاولت فيها القوات الإسرائيلية المعتدية اقتحام المدينة بعد ثغرة الدفرسوار الشهيرة وقد تصدت القوات المسلحة وبدعم شعبي واسع للقوات المعتدية وألحق بها خسائر كبيرة وأوقفت تقدمها نحو المدينة.. والمتحف يضم بين جناباته آثار هذه المعركة.

### طابية عرابي
تقع طابية عرابي بمدينة التل الكبير.

### متحف الشرطة
يقع في مديريرة أمن الإسماعيلية ويحتوي على بعض الأسلحة والبنادق التي استخدمتها الشرطة المصرية في مقاومة الجيش البريطاني في يناير عام 1952 ويضم المتحف أيضاً تطور زي وأسلحة رجال الشرطة عبر العصور.

### تل المسخوطة
تقع مدينة أبو صوير على مساحة 82 فدان واسم مسخوطة اسم شائع ولكن هذا الاسم نتج عندما قام نافيل عام 1886 بحفائر في المنطقة ظهرت تماثيل أوشيبتي فأطلق العمال عليها اسم المساخيط ومن هنا أطلق على هذا الموقع تل المسخوطة ولكن الحقيقة أنها مدينة بر آتوم أي مقر عبادة الإله آتوم وهي المقاطعة رقم 8 من مقاطعات الوجه البحري ويوجد بالمنطقة مخازن بيثوم ومعبد الإله آتوم وتابوت من البازلت وتابوت من الألبا ستر من العصر البطلمي.. ويوجد حالياً من بمتحف الإسماعيلية وتعتبر من المناطق الهامة حيث وجد بها آثار ذات بناء من الطوب اللبن وأواني فخار وتمائم وجعارين ترجع إلى الدولة الوسطى وعصر الهكسوس والدولة الحديثة والعصر اليوناني – الروماني وهي من أهم المواقع الأثرية وذكر أن قناة سيزوستريس كان لها ميناء في المسخوطة ويخرج منها مجرى مائي على غرار مجرى العيون ومصمم بالحجر الجيري وذلك لاستعمال الأهالي بالمنطقة ويوجد بئر عميق حوالي 30 متر لتخزين المياه مبني من الحجر الجيري الأملس وسور معبد آتون شبه مستطيل عرضه حوالي 30 متراً وطوله 120 م.. هذا المعبد عندما اكتشف سنة 1906 وجدت به لوحة من الحجر الجيري تسمى لوحة آتون.

### تل الصحابة والعزبة 16
توجد جنوب أبو صوير على بعد حوالي 2 كيلو متر ويوجد بها آثار ترجع إلى عصر الهكسوس والعصر اليوناني الروماني وهي من المناطق الهامة.

### تل النعايمة والجمالين
يقع غرب طريق الإسماعيلية السويس جنوب نفيشة على بعد 7 كم وهما يقعان على مجرى القناة الفرعونية نكاو وهما من المناطق الأثرية الهامة.

### تل العمدة والشقايق
يقع جنوب طريق الإسماعيلية الزقازيق جنوب عزبة أبو شامية على بعد حوالي 5 كم وهما يقعان على مجرى القناة الرفعونية نكاو وهما من المناطق الأثرية.

### تل الكفرية والصعيدي
توجد بقرية أبو خليفة وهي من أهم المناطق الأثرية التي ترجع إلى العصر اليوناني – الروماني ويعتقد أنها ملحقة ضمن قلاع تلال دفنة ويكثر على السطح تكاسير الفخار.

### تل أبو صيفي
يبعد عن القنطرة شرق بنحو 5 كم ويجد بها قلعة أثرية يرجع استخدامها إلى العصر اليوناني الروماني

### آثار حبوه
تبعد عن القنطرة شرق بنحو 10 كم وكان يمر بها فرع النيل أيام العصر الفرعوني واكتشاف ثلاث قطع أثرية منقوشة.

### تل الحير
يقع على بعد 75 كم في أتجاه الشرق من القنطرة شرق ويوجد بها ثلاث قلاع أثرية ترجع إلى العصور المتأخرة من العصر الفرعوني والعصر البطلمي والعصر الروماني.

### تل حسن داود
يقع جنوب قرية البعالوة الكبرى بعزية الدوايدة على بعد حوالي 4 كم من طريق الإسماعيلية الزقازيق، وتقع على طول وادي الطميلات... ويعتبر أقدم المواقع الأثرية في الإسماعيلية إذ يرجع تاريخه إلى عصر ما قبل التاريخ وعصر بداية الأسرات، وهو عبارة عن مقابر ذات دفنات.
وتم الكشف عن هذه المقابر ابتداء من عام 1989 وحتى عام 1992.. وتم الكشف عن 620 مقبرة ترجع إلى عصر بداية الأسرات وماقبل الأسرات، وهي تعادل في قدمها مدينة المعادي ومرمدة بني سلامة ونقاده الأولى والثانية وهيراكونبوليس (التل الأحمر) الكاب بأسوان..
وهنام فيما نعتقد اتصال بين تل حسن داود ومدينة عين شمس (أون) أقدم مدن الفكر في مصر.. وما زالت الحفائر مستمرة في هذه المنطقة حيث تم الكشف هذا العام عن الكثير من القطع الأثرية القديمة من مختلف الأحجار الكريمة ونصف الكريمة وأقراط من الذهب وأواني مرمر. كما تم الكشف من دفنه للبقرة كتحور معها طفل رضيع بين فخزيتها الخلفيتين كناية عن الطفل حورس يرضع من الآلهة حتحور..

### تل الكوع
يقع جنوب قرية القصاصين الجديدية على بعد حوالي 10 كم وجنوب عزبة أم مشاق على بعد حوالي 2 كم ويقع على مجرى وادي الطميلات ويرجع تاريخها إلى عصر الانتقال الثاني (عصر الهكسوس) إذ تم الكشف عن مساكن ذات بناء من الطوب مزخرفة وذات كرانيش من الخارج تم الكشف بها عن جعارين وتمائم وفخار وهياكل عظمية، مما يجعلنا نعتقد لكثرة ماتم الكشف عنه أن الهكسوس قد أقاموا مدينة ترجع إلى عصر تل اليهودية.

### تل أبو نشابة والحطب
يقع جنوب عزبة تل الحطب بالقصاصين على مجرى القناة الفرعونية والتي تعرف بقناة سيزوستريس أي قناة سنوسرت الثالث وفتحت في عصر الملك نكاو أحد ملوك الأسرة 26 ويوجد جسر القناة ومجرى الترعة وكذلك يوجد في المنطقة الأثرية حمامات من العصر الروماني ويعتبر من أهم المواقع الأثرية.

### التل الكبير والتل الصغير
تقع المنطقة الأثرية في التل البلد والتل الصغير والقرية جنوب محطة التل الكبير على بعد حوالي 2 كم وتقع على مجرى القناة الفرعونية «قناة نكاو».
وقد قامت هيئة الآثار بعمل حفائر علمية بهما نتج عن هذه الحفائر ظهور مخازن ومباني وقطع أثرية ترجع إلى العصر اليوناني الروماني والعصر المتأخر وهي من المناطق الهامة على مجرى وادي الطميلات..

### تل البحر
تقع جنوب التل الكبير على بعد حوالي 10 كم وغرب طريق تل الملاك على بعد حوالي 3 كم.. ويرجع تاريخ هذه المنطقة إلى عصر الهكسوس حيث تم الكشف على مجموعة أواني طراز تل اليهودية، ويقع التل الأثري بقرية الظاهرية بعزبة تل البحر..

### تل الشيخ سليم وأم بردي
تقع جنوب عزبة الكيلانية على بعد حوالي 5 كم بالمحسمة القديمة، حيث أنه يوجد بتل الشيخ سليم جسر ومجرى القناة الفرعونية قناة نكاو على مساحة 27 فدان أحد ملوك الأسرة 26 ويعتبر أهم موقع أثري.. كما توجد أيضاً داخل الرمال على حوالي 4 كم جنوب تل الشيخ سليم، تل أم بردى على مجرى القناة الفرعونية حيث أجريت حفائر، وتم الكشف على العديد من المقابر والتي يرجه تاريخها لعصر الهكسوس وقد عثر داخل المقابر على العديد من القطع الأثرية من جعارين وأواني فخارية.. ويجرى الآن حفائر في نفس الموقع أسفرت عن الكشف عن أربعة عشرة مقبرة من نفس العصر الهكسوسي بمنطقة أم بردى بالإضافة إلى العصور على حلي ذهبية.

### جسر القناة الفرعونية سيزوستريس
كانت تمر على هذه المنطقة، وتبدأ بفرع من النيل في تل بسطة إلى البحيرات المرة بالإسماعيلية ثم إلى القلزم بالسويس.

### منطقة تل الرطابي
يعتبر أقدم مكان في مركز التل الكبير ويتبع قرية أم عزام سميت بهذا الاسم عام 1906 (الرطابة) عندما بدأت الحفائر لوجود النخيل في هذه المنطقة.
والمعروف تاريخياً أن تل الرطابي كان مقراً لأسرة يعقوب وعندما أرسل له يوسف كانت هذه الأحداث في تلك المنطقة وتم الكشف فيها عن سور ضخم لقلعة عسكرية بطول 600 م وعرض 300 م عن عصر الدولة الوسطى (امنمحات الأول) وداخل هذا السور وجدت المساكن والقلاع العسكرية والمخازت استمرت الحياة في هذه المنطقة حتى العصر اليوناني الروماني، وأهمية هذه المنطقة أنها تعتبر القلعة العسكرية الثانية بعد القلاع التي كانت موجودة في سيناء وأثرت كمؤخرة في الحروب ضد الغزاة ويتدرج السور إلى مدرجات من الطوب اللبن وبه عدد من المقابر وتم الكشف عن مجموعة من التمائم والجعارين والأواني الفخارية والأدوات الحربية ولوحات تمثل الملك رمسيس الثاني مع الآلهة حتى أنها سميت عاصمة رمسيس الثاني (بر رعمسيس) كما أنه من الرجح أن قناة سيزوستريس كانت تبدأ منها أيضاً.
بدأت تأثر الإسماعيلية بجيرانها منذ العصر الفرعوني بدليل وجود طرز من الأواني الفخارية والنحاسية والحجرية الواردة من فلسطين وآسيا وقبرص. وموقع الإسماعيلية جعل منها مطمعاً للغزاة منذ فجر التاريخ ومن الآن أصبحت الإسماعيلية مقروءة للعالم الخارجي وبها من الحفائر التي تم الكشف فيها عن أكثر من 40 منطقة أثرية.. والحقيقة أنها لم تنشأ منذ فتح قناة السويس والخديوي إسماعيل كما هو مشاع والحفائر خير دليل على ذلك.
وقد تمكنت البعثة المصرية من اكتشاف بذور زيتون وبعض الغلال المتفحمة داخل صومعة تل الرطابي إلى جانب تمثال لرأس حصان مصنوع من (الكورتز) وهو من نوع الأحجار يرجع تاريخها إلى عصر الهكسوس. وذلك بالإضافة إلى المناطق التاريخية ومتحف ديلسبس الذي يضم مقتنيات وأثاث ديلسبس، والذي كان يعيش فيه أثناء إقامته بالإسماعيلية لحفر قناة السويس.

### طريق حورس الحربي القديم
يمتد من القنطرة شرق حتى رفح المصرية وكان محط اهتمام بعثات أمريكية وبلجيكية وفرنسية وكندية تشاركها بعثات مصرية تابعة للمجلس الأعلى للآثار واستخدمت هذه البعثات الأجنبية طرقاً جديدة وحديثة للكشف عن الآثار الموجودة بالمنطقة. وقد استخدمت بعثة جامعة بونيس أيرس الأرجنتينية الأشعة الكهرومغناطيسية في اكتشاف عدد من القطع الأثرية التي ترجع إلى العصر الفارسي بمنطقة تل الغابة.

## البنية التحتية

### النقل والمواصلات

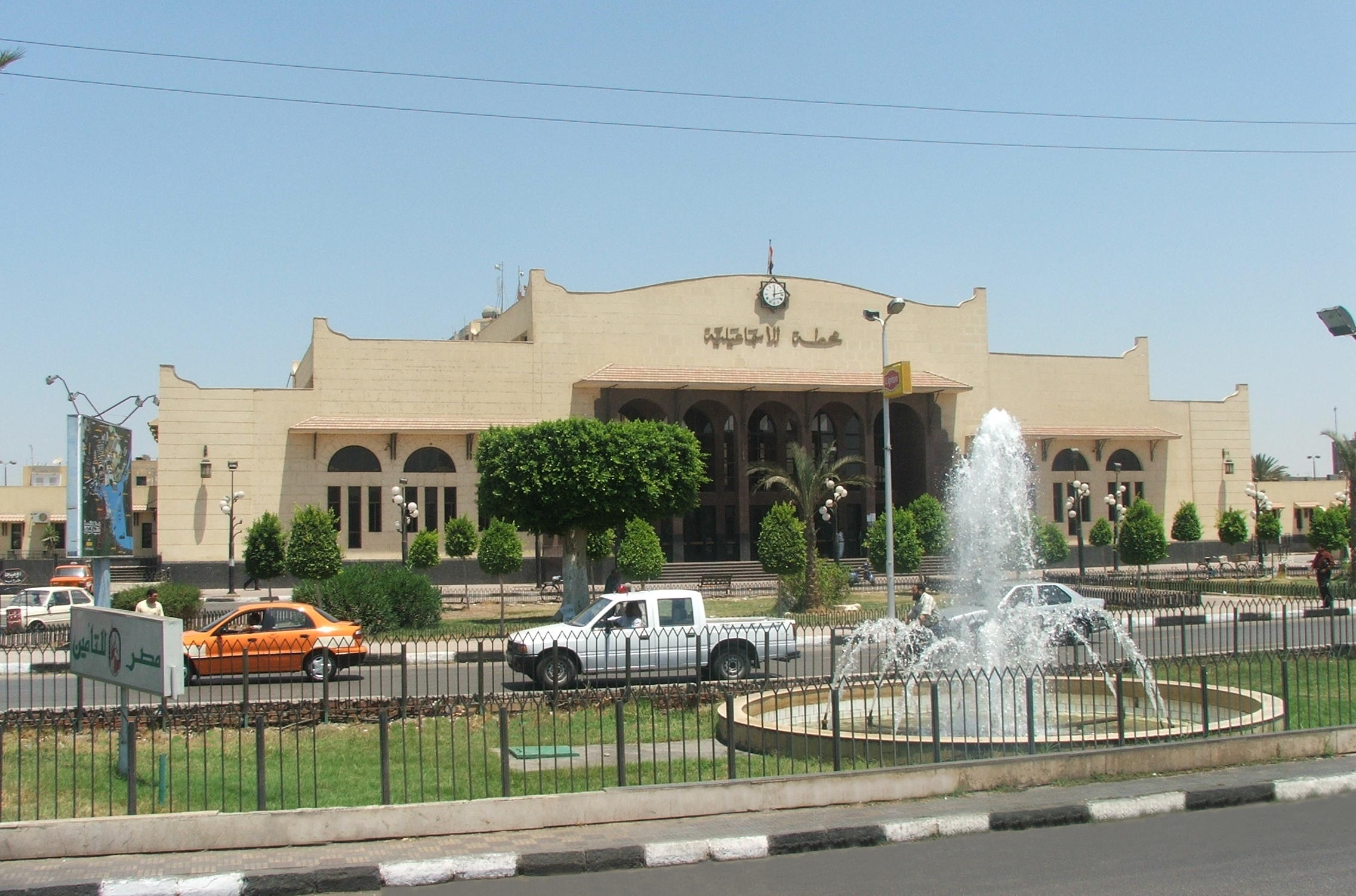
محطة قطارات الإسماعيلية

تقع الإسماعيلية على ملتقى عدة طرق حيوية تربطها بمحافظتي شمال سيناء وجنوب سيناء والقاهرة الكبرى كأكبر مركز للاستهلاك وبورسعيد والسويس كموانئ.
- طريق القاهرة - الإسماعيلية الصحراوي
- طريق القناة
- كوبري السلام بالقنطرة
- طريق الإسماعيلية - العوجة

وبها محطة لسكك حديد مصر. وفي بدايات سنة 2000 أُنشِئت شبكة أتوبيسات نقل عام.

## أعلام الإسماعيلية
- عثمان أحمد عثمان رئيس مجلس إدارة شركة « المقاولون العرب » سابقاً، ورئيس النادي الإسماعيلي 1963 - 1979، وزير الإسكان والتعمير، نقيب المهندسين، عضو مجلس الشعب 1979 إلى 1990.
- عبد المنعم عمارة عضو مجلس الشعب 71 - 76 ومحافظ الإسماعيلية الأسبق 78-90، ووزير الشباب والرياضة الأسبق 90-98، رئيس المكتب التنفيذي لوزراء الشباب والرياضة العرب سابقا، وأمين لوزراء الرياضة الأفريقية سابقا.
- الفريق بحري/ فؤاد ذكري قائد البحرية الأسبق
- الكاتب والمؤلف والروائي محمود دياب
- الممثلة/ تحية كاريوكا
- الممثلة/ رجاء الجداوي
- الممثلة/ فادية عبد الغني
- الممثلة / صفوة
- الملحن / وليد سعد

## معرض صور

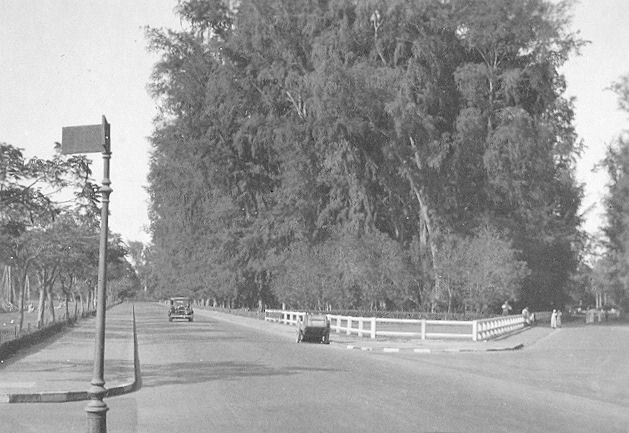
أحد طرق الإسماعيلية المشجرة، صورة التقطت في زمن الاحتلال
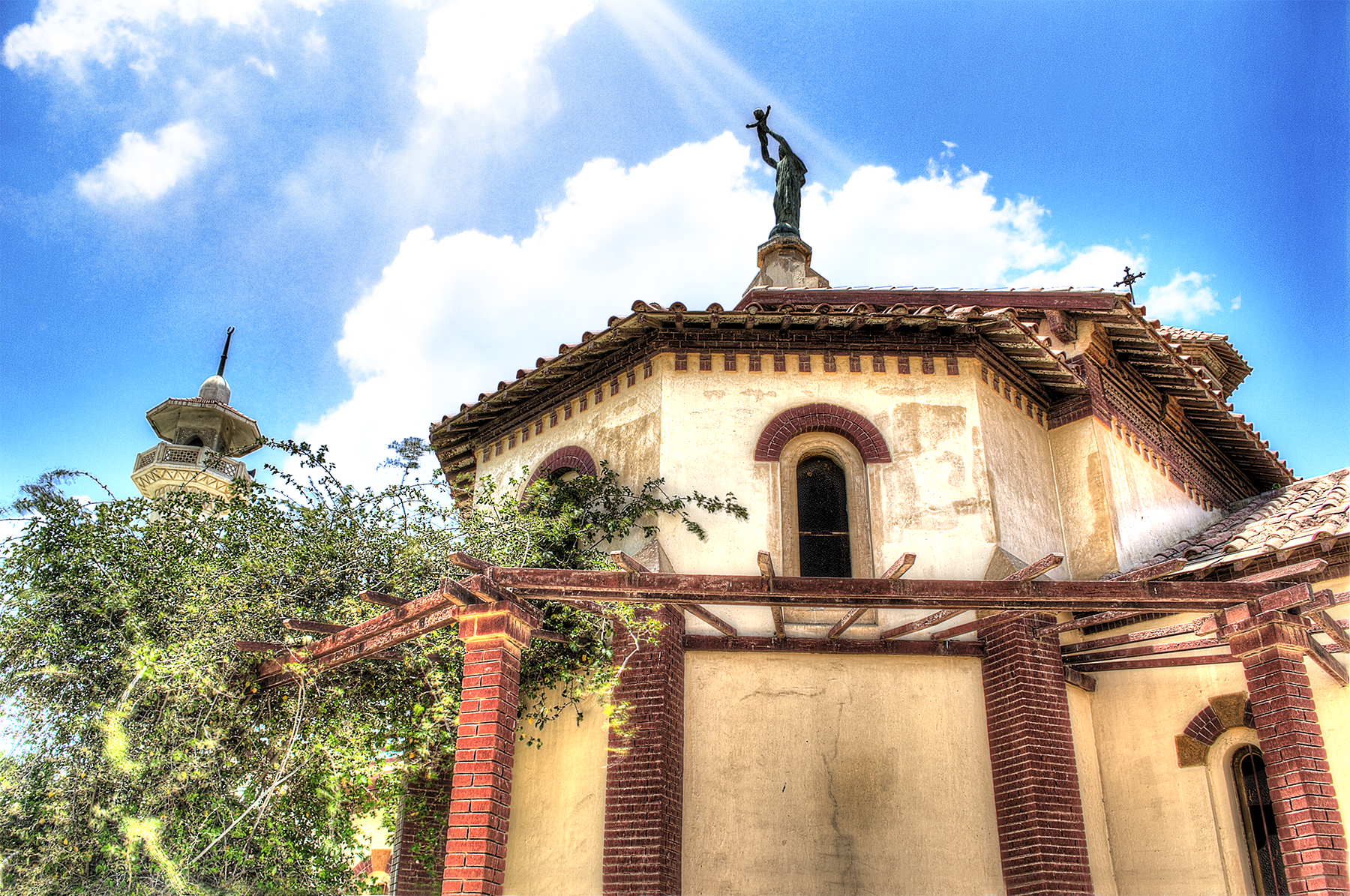
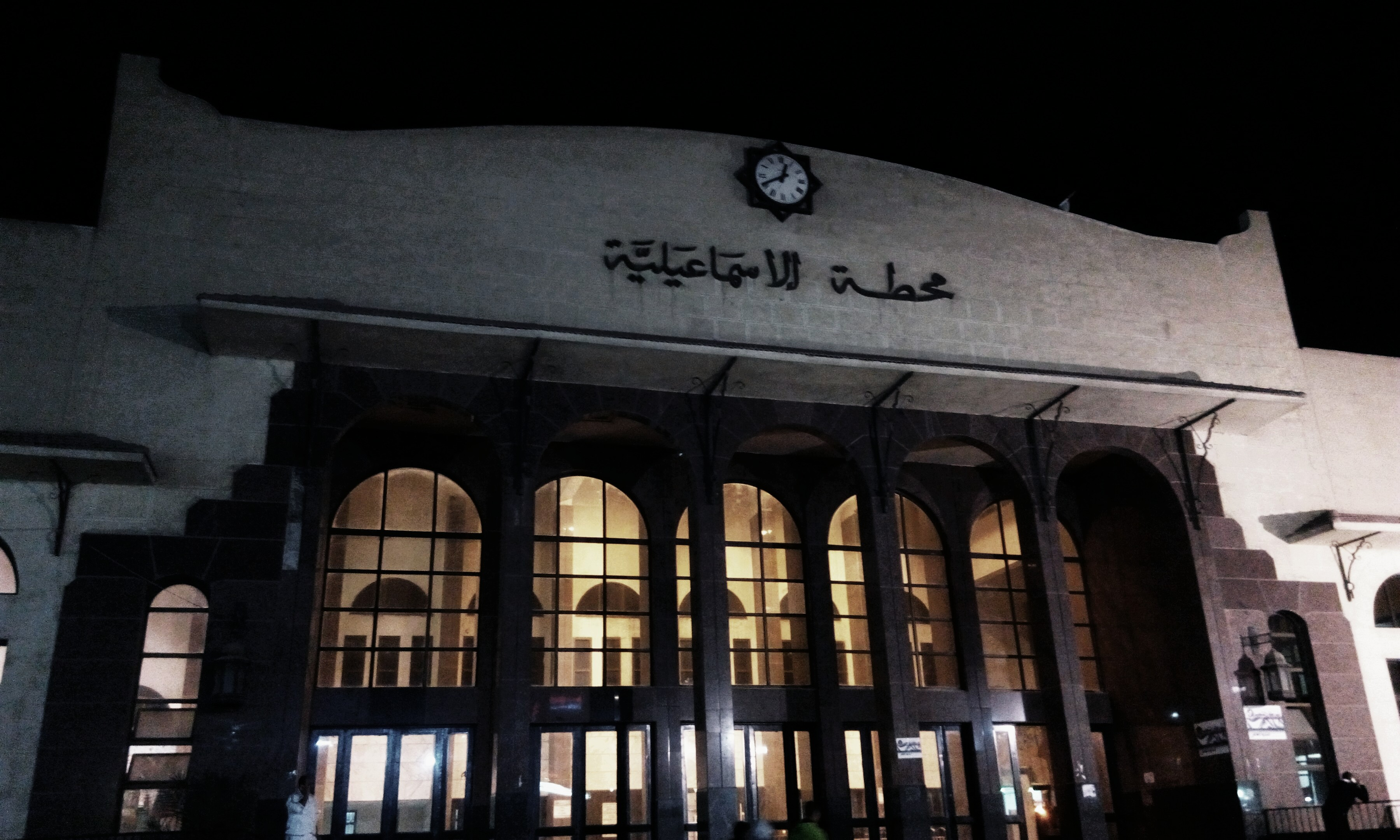
مَحطة قطارات الإسماعيلية بالليل
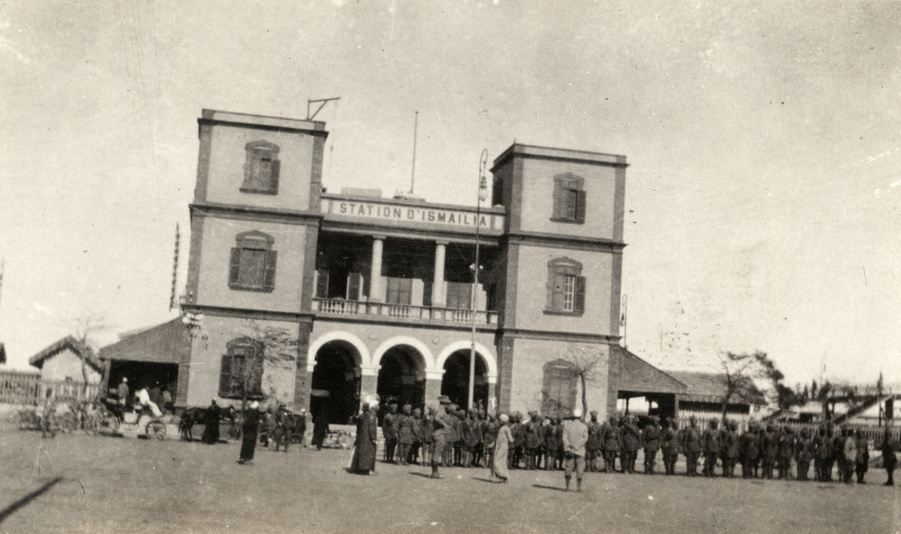
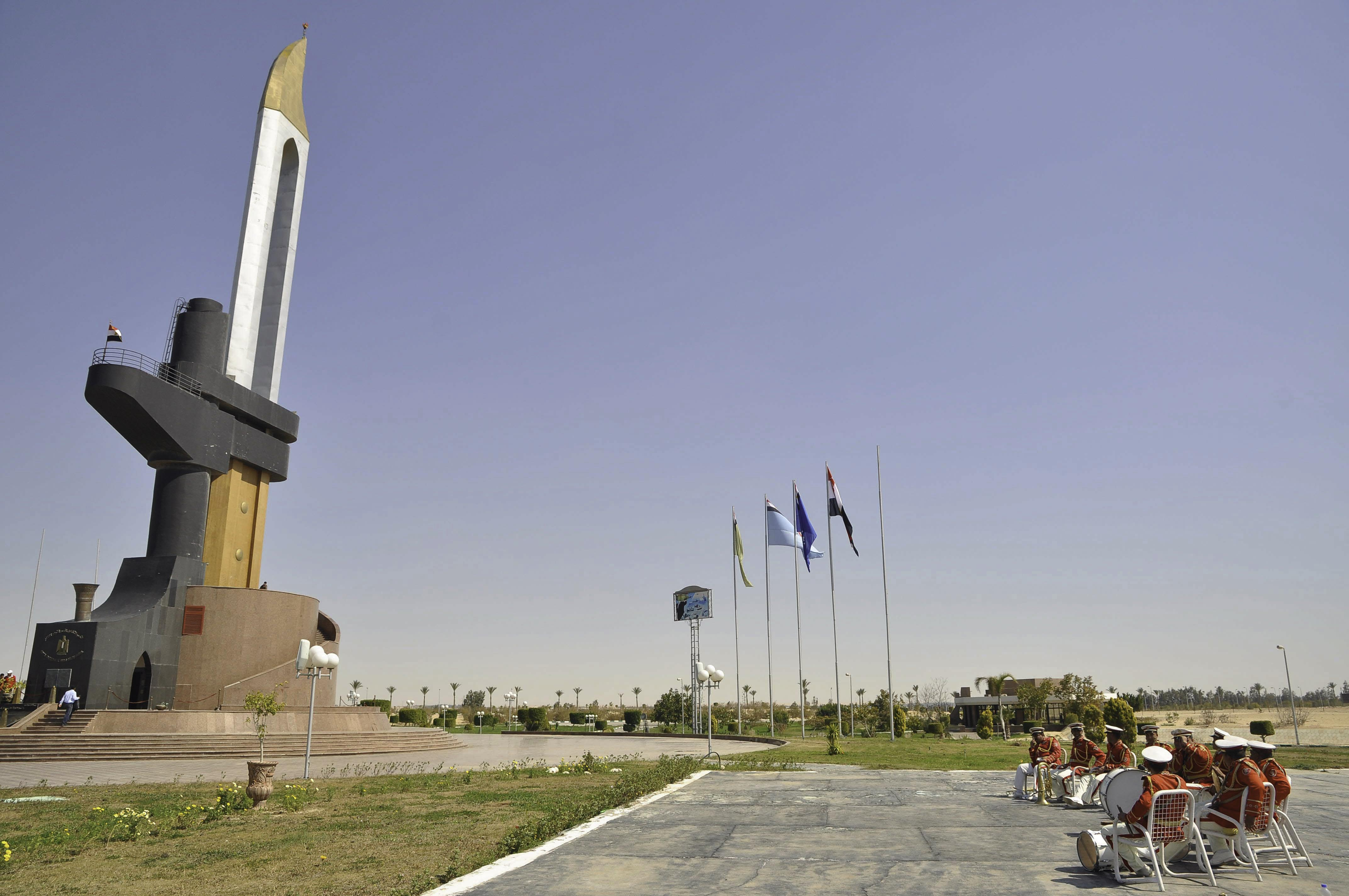
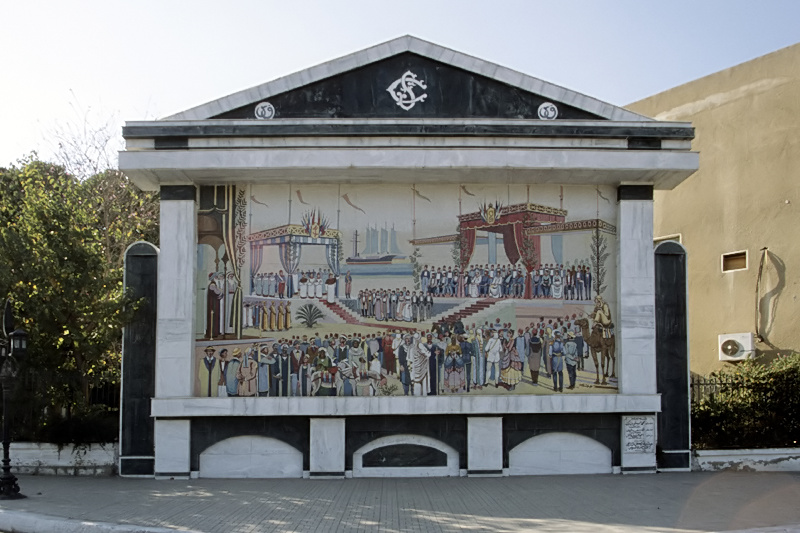
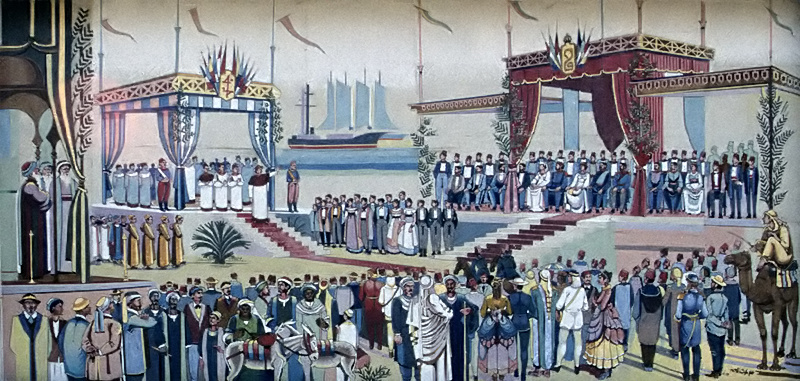
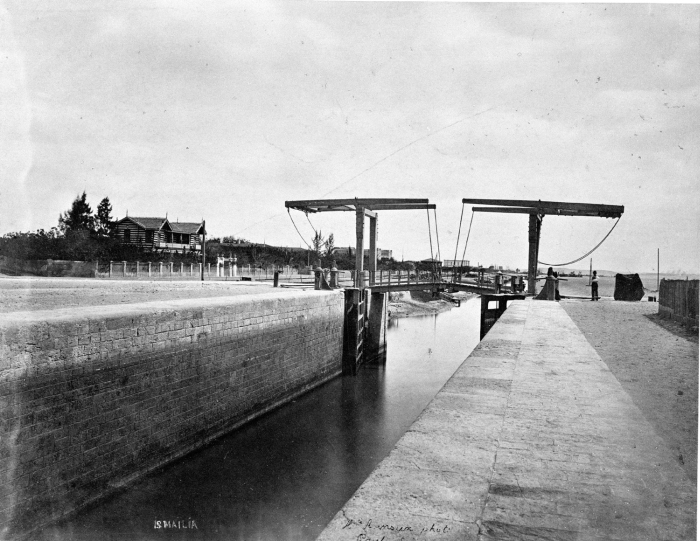
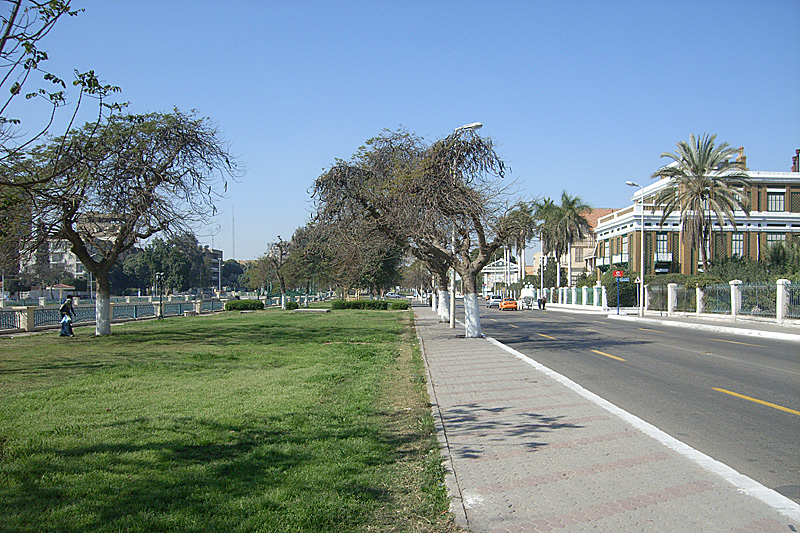
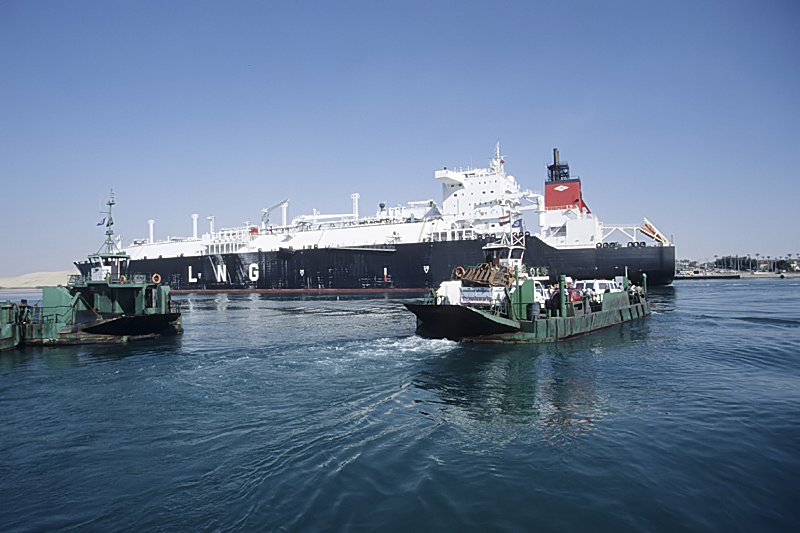
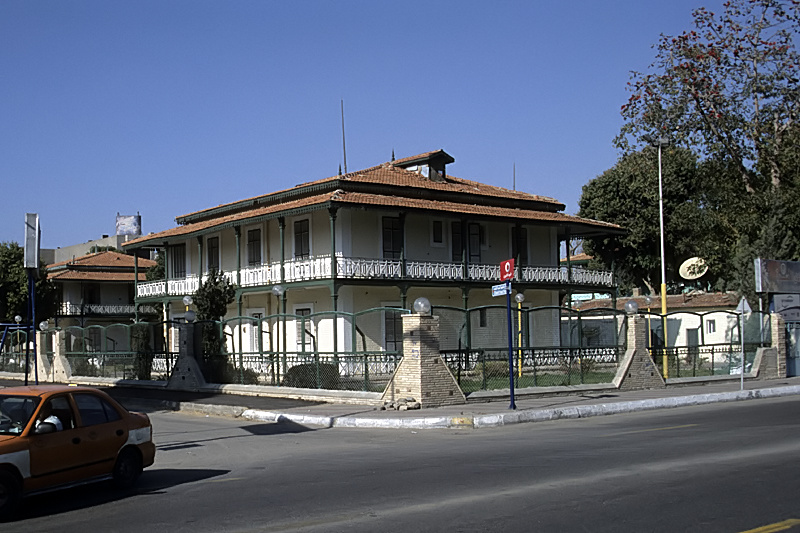
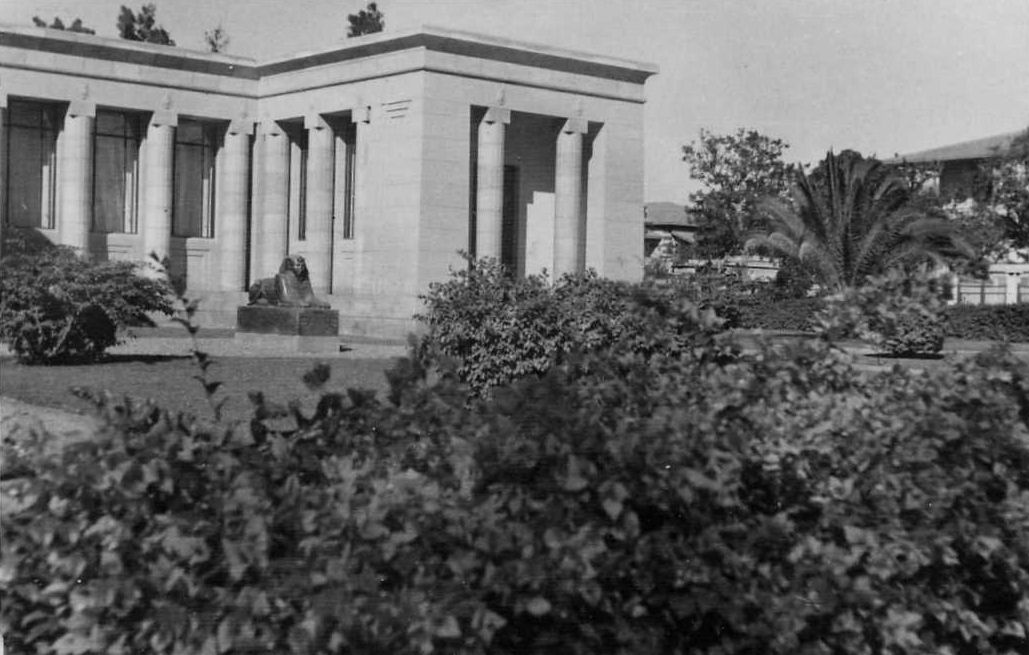
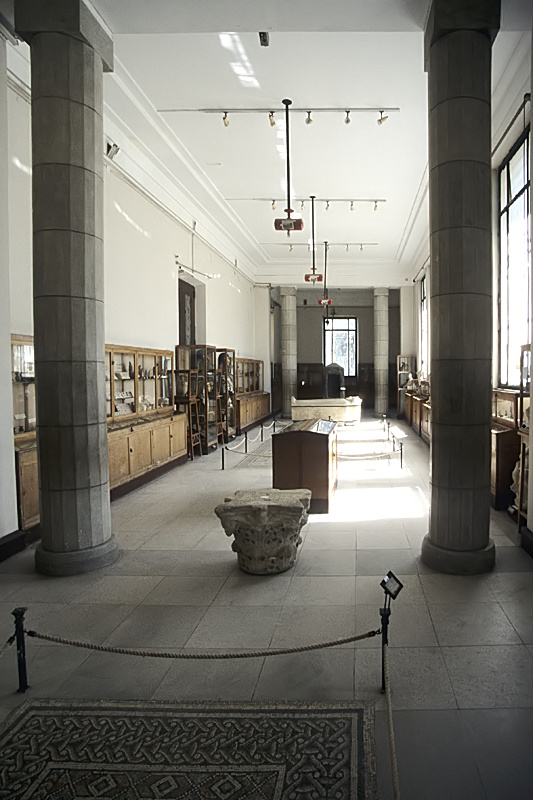
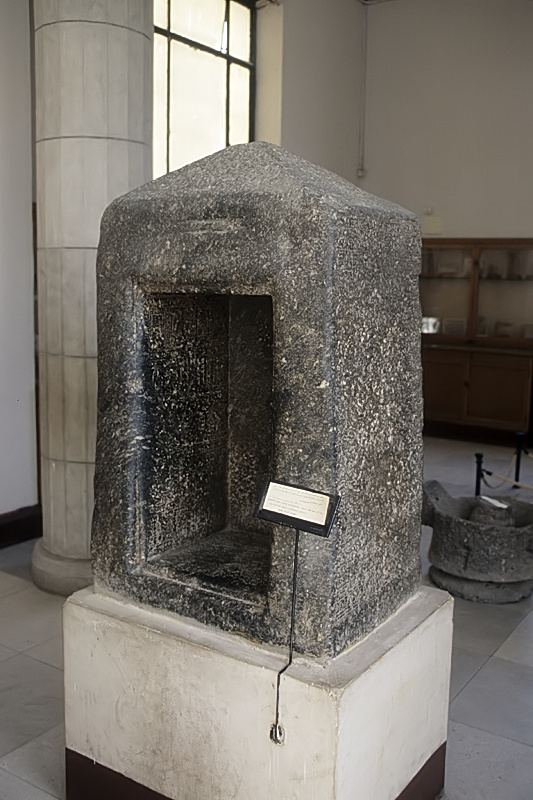
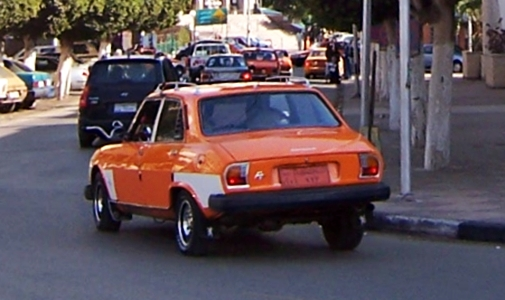
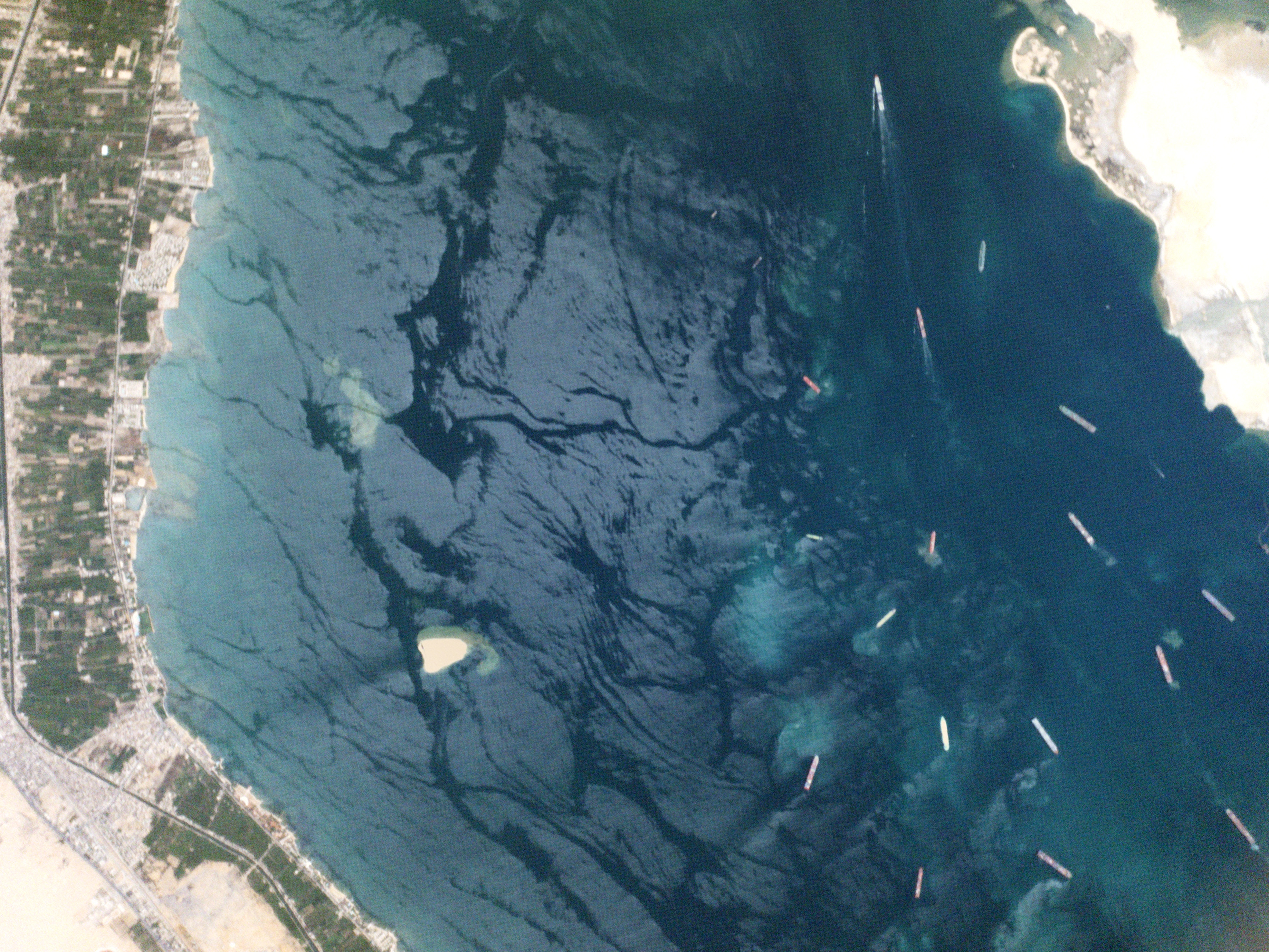
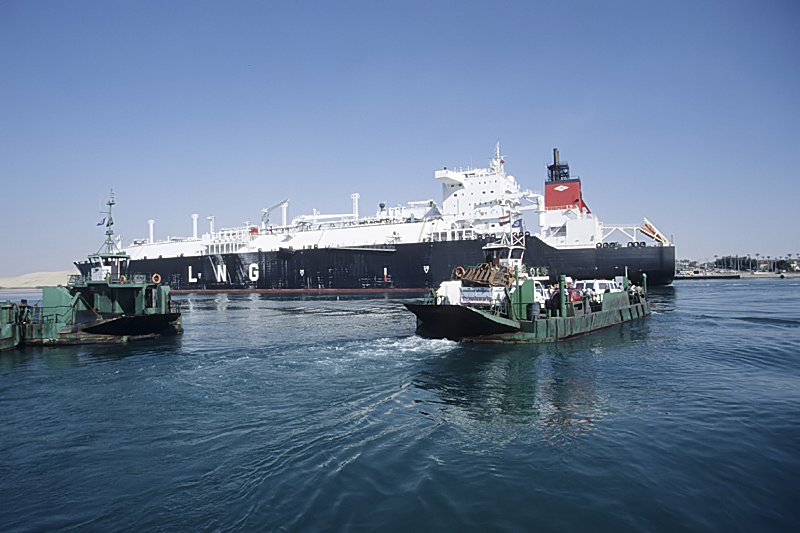
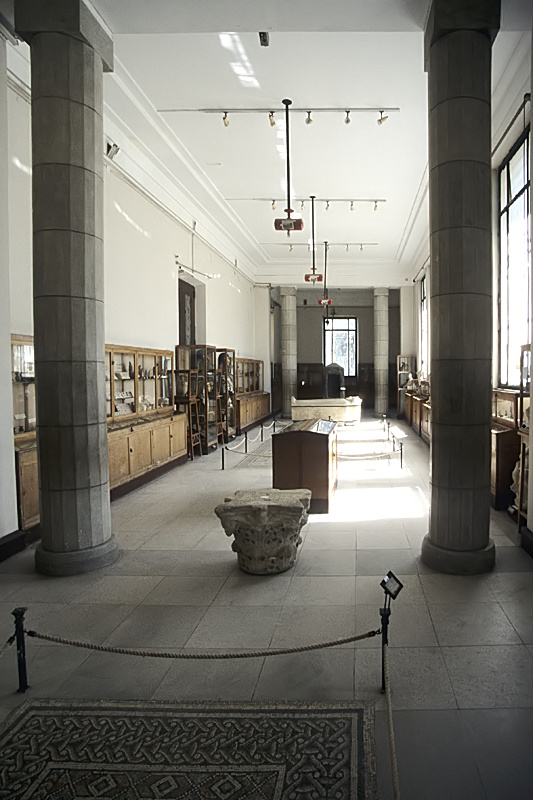
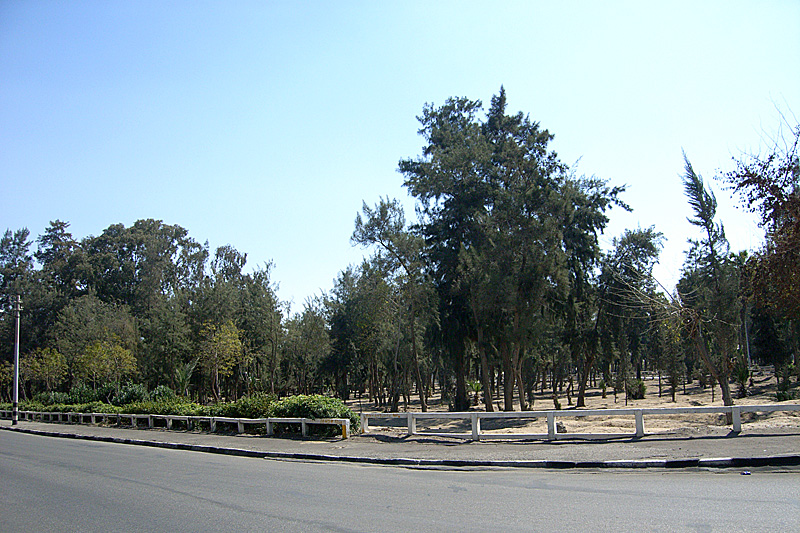
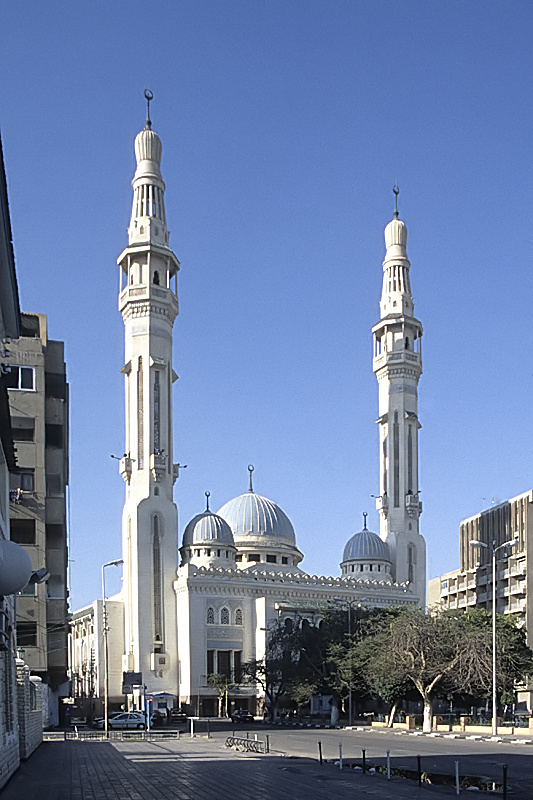
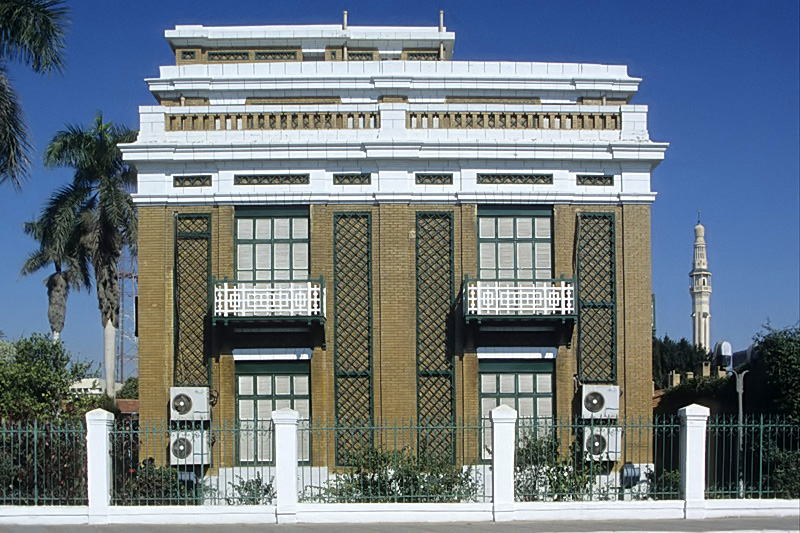
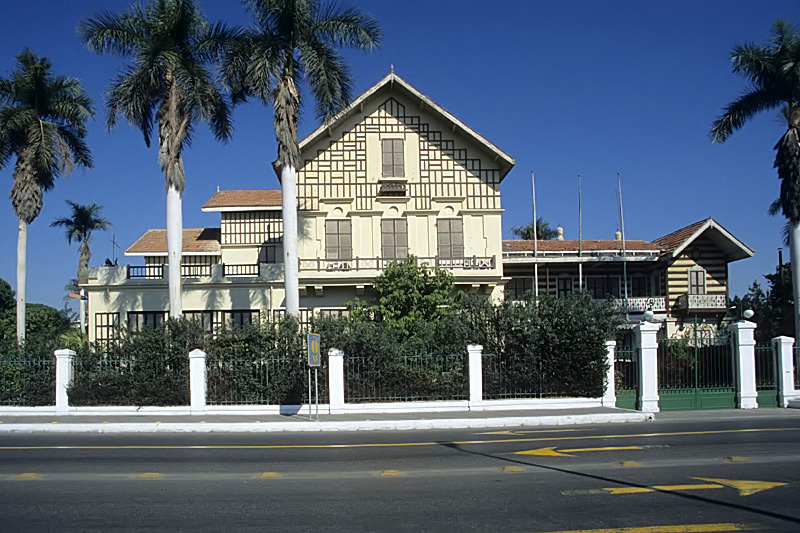
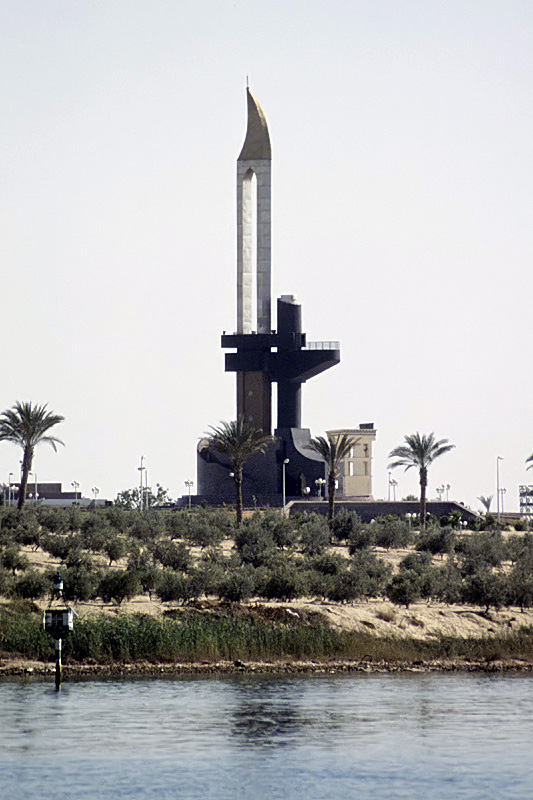
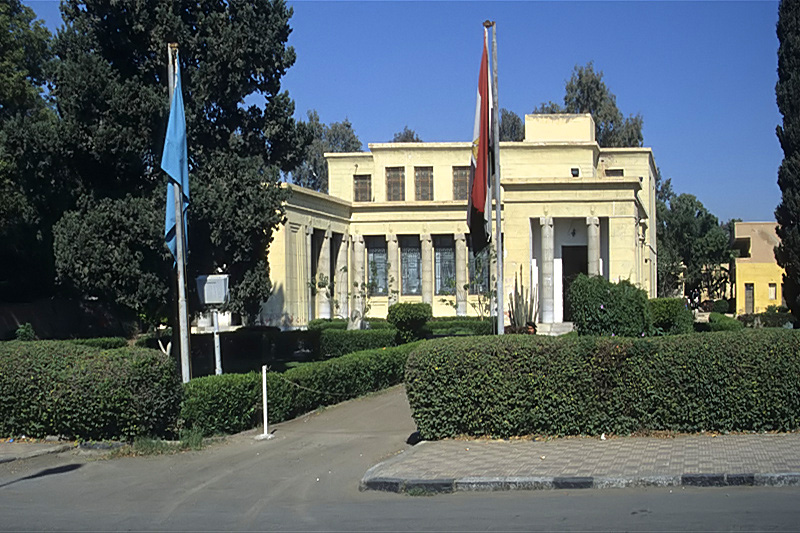
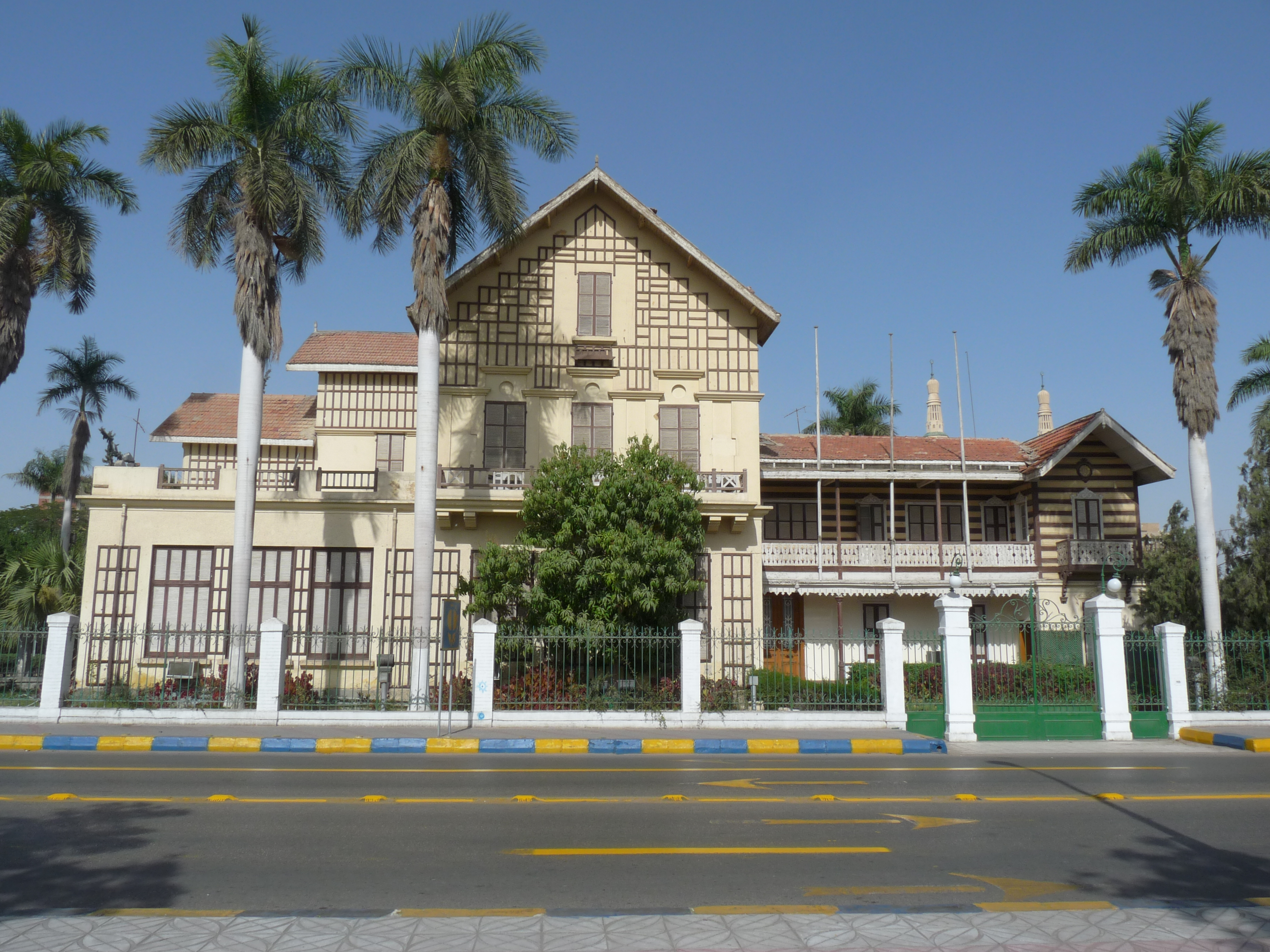
فيلا فردينان دليسبس
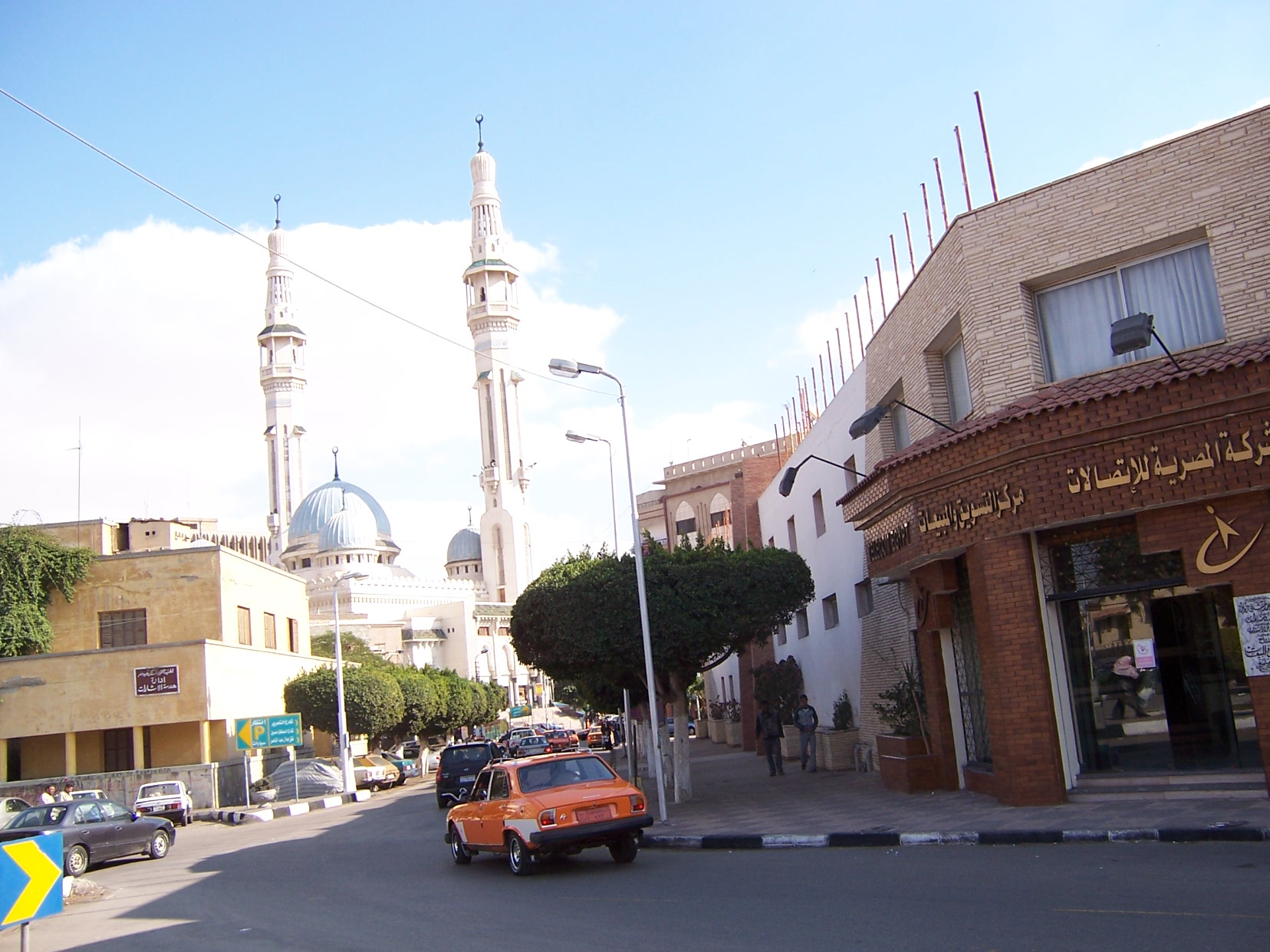
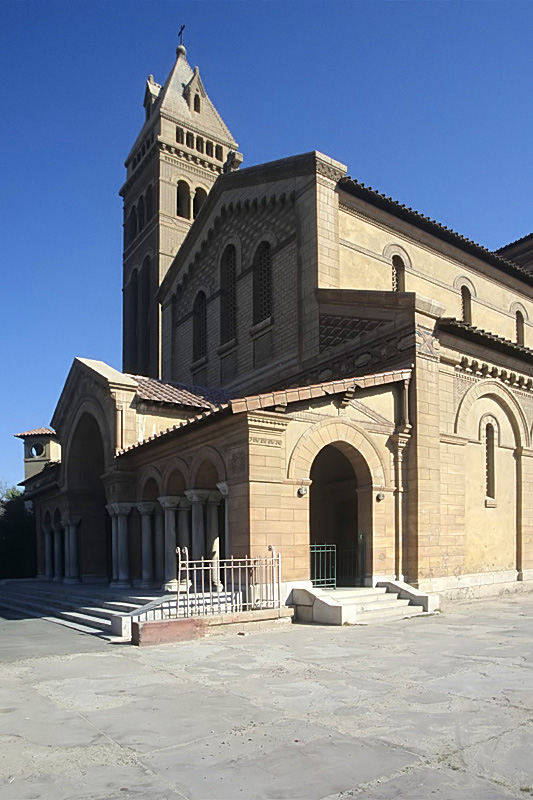
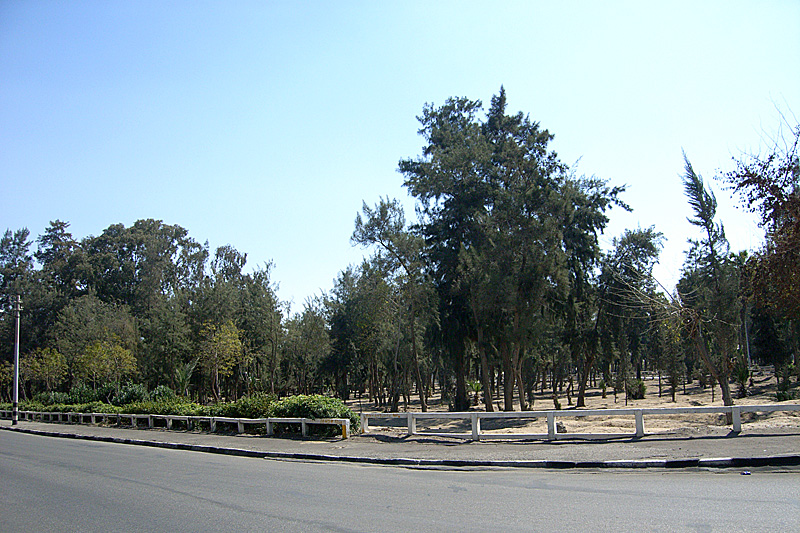
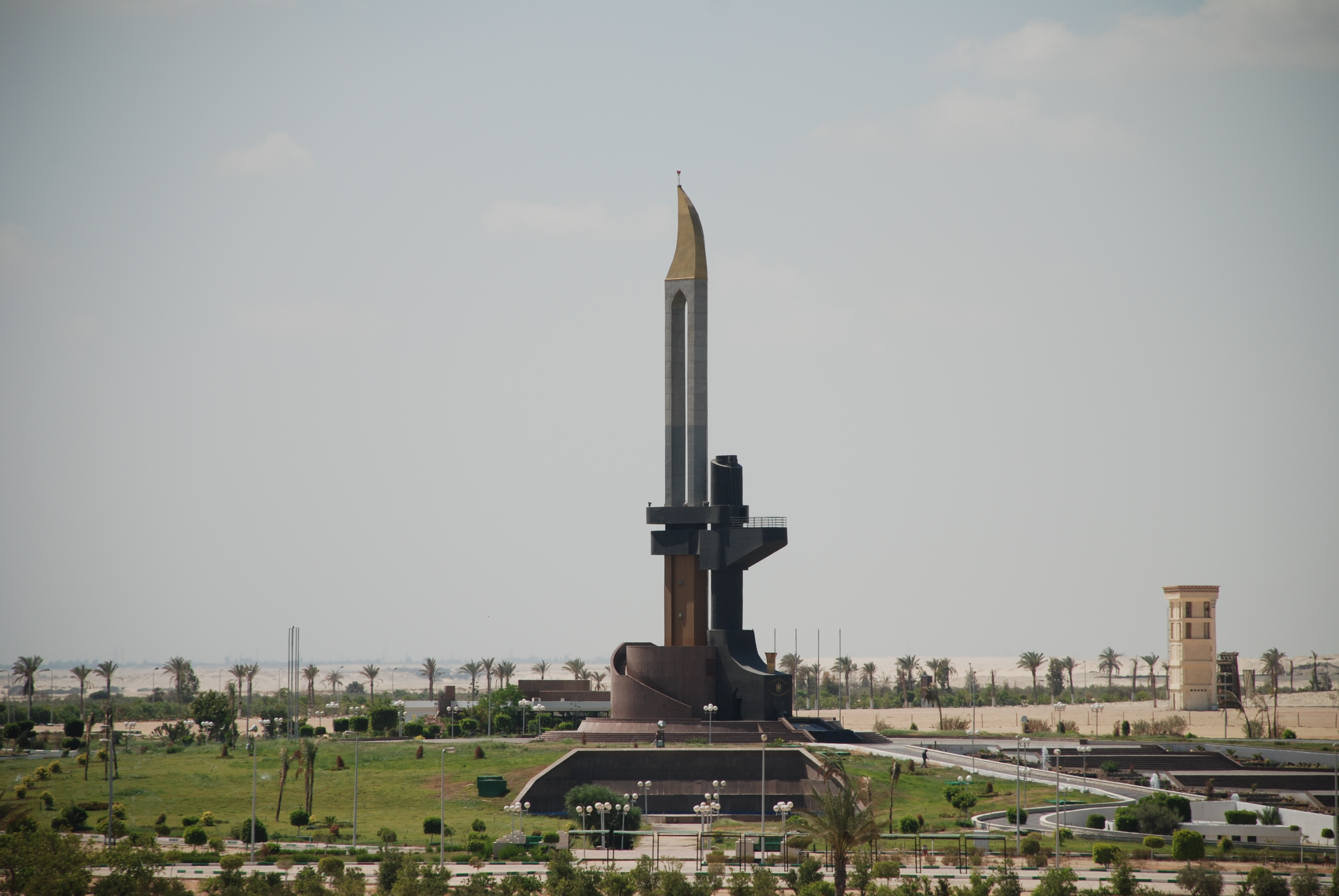
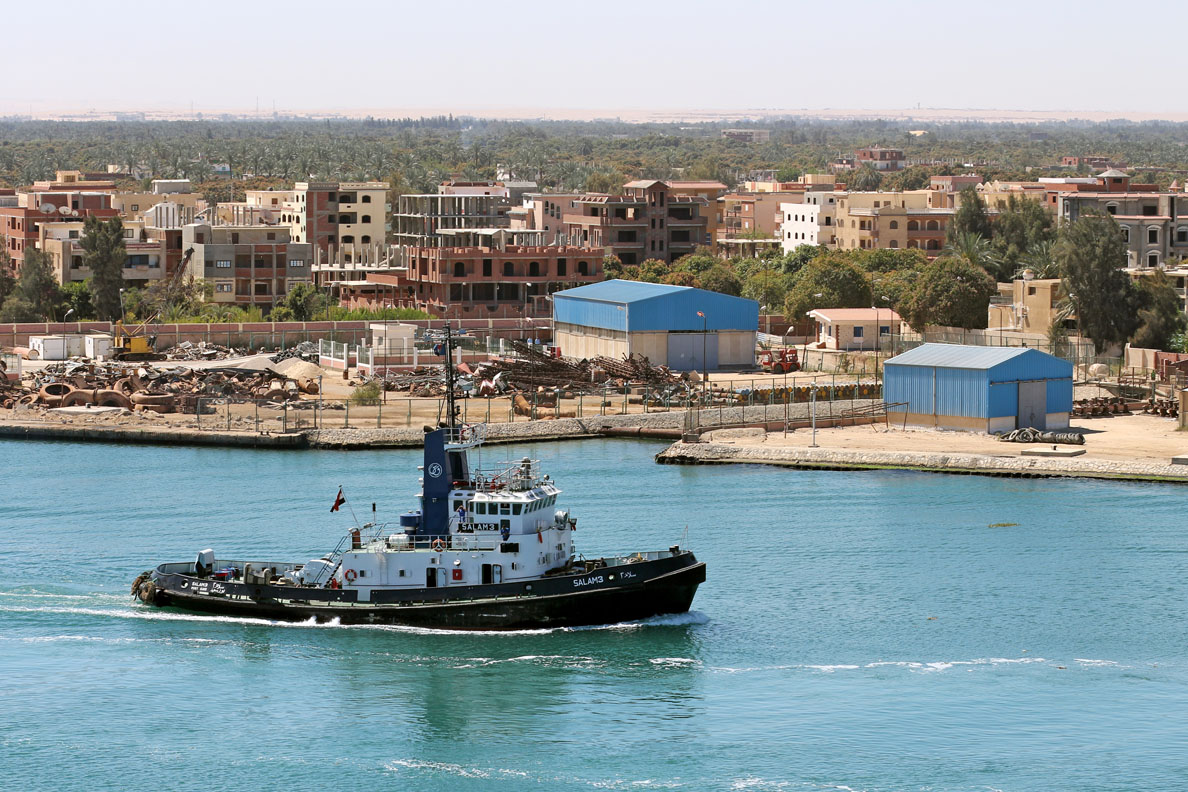
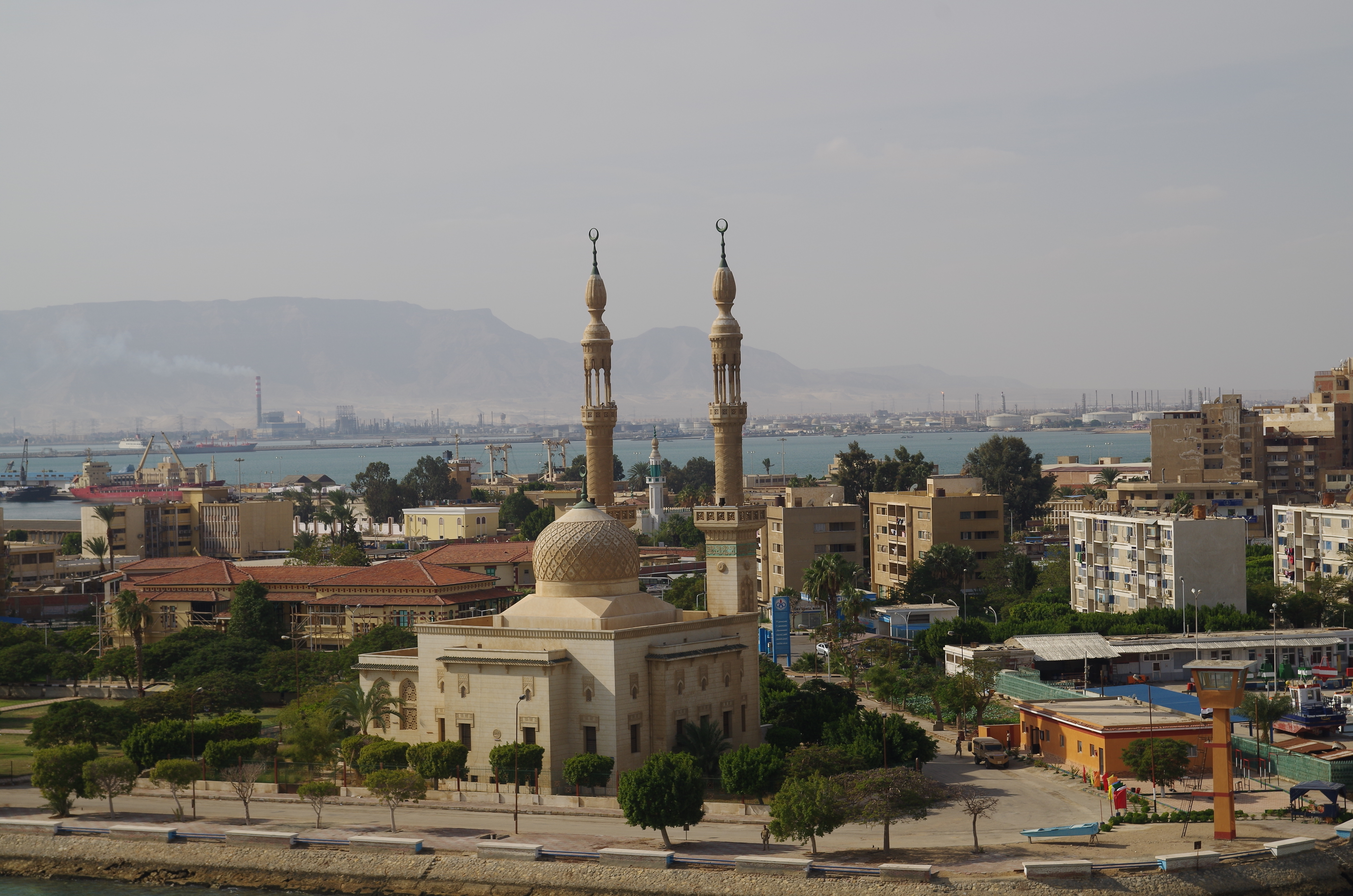
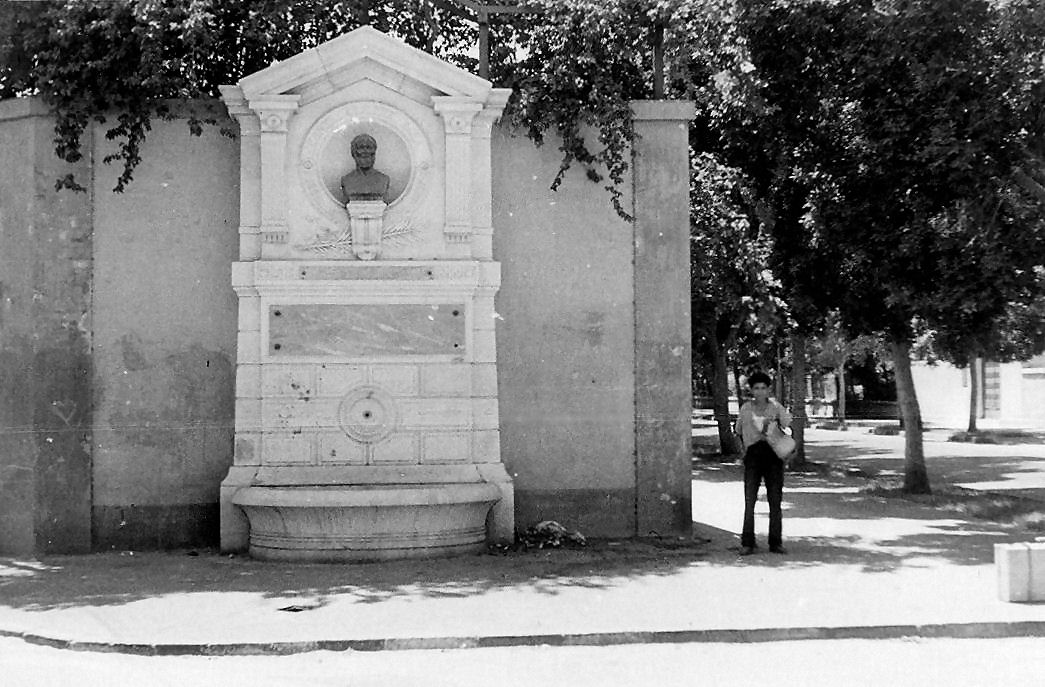
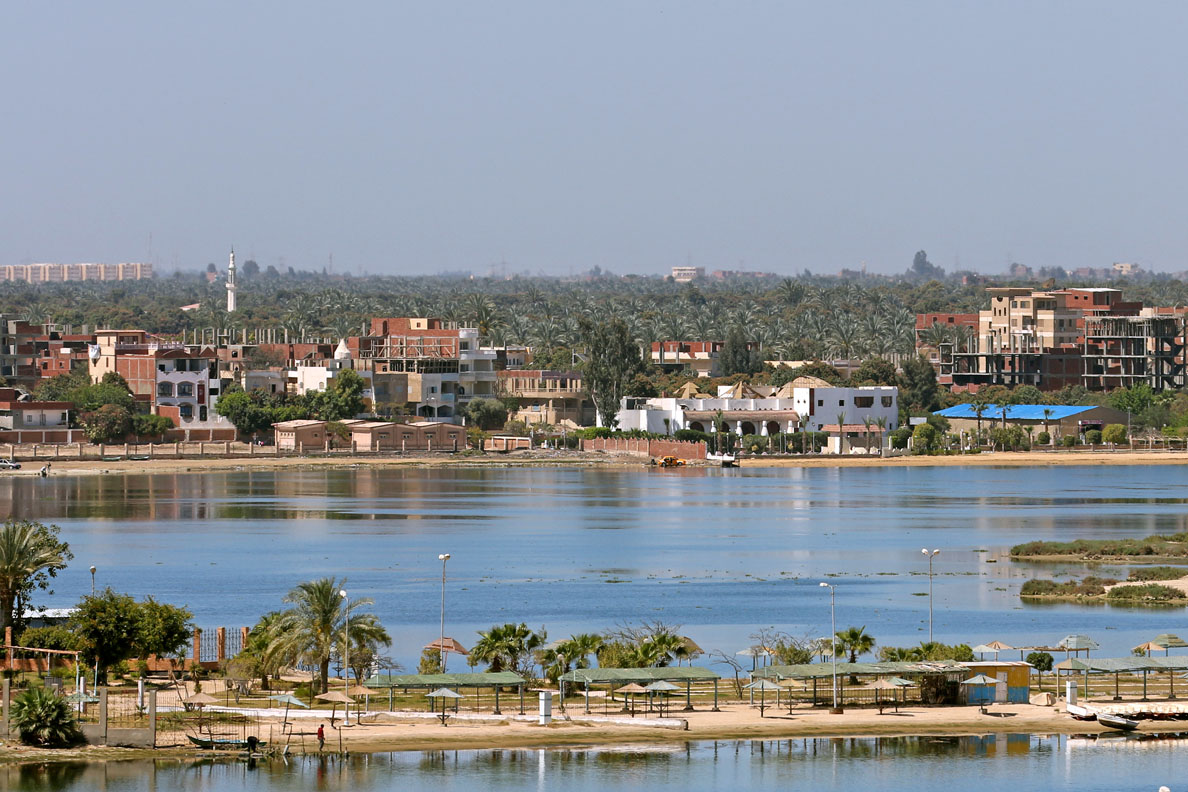
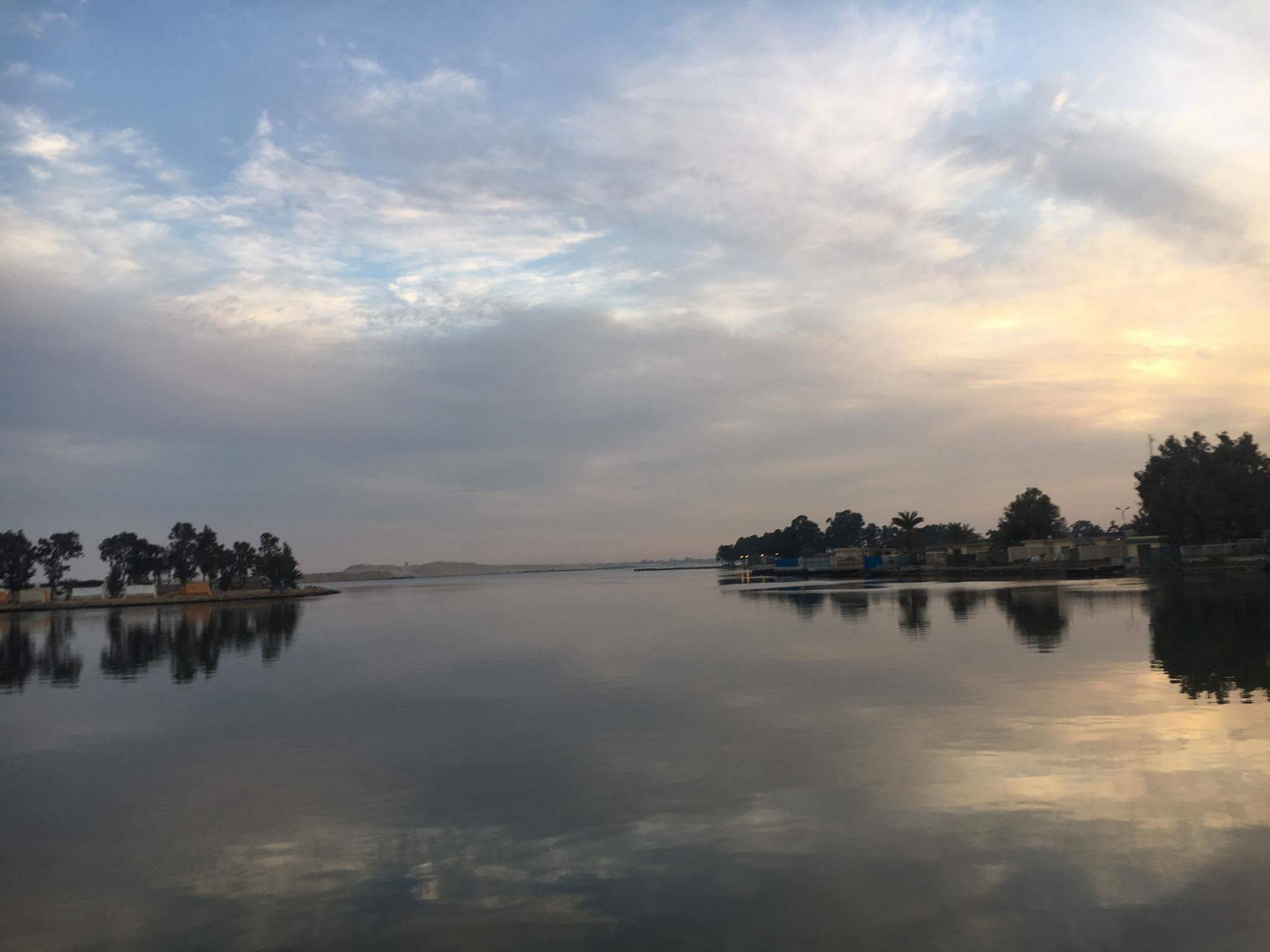
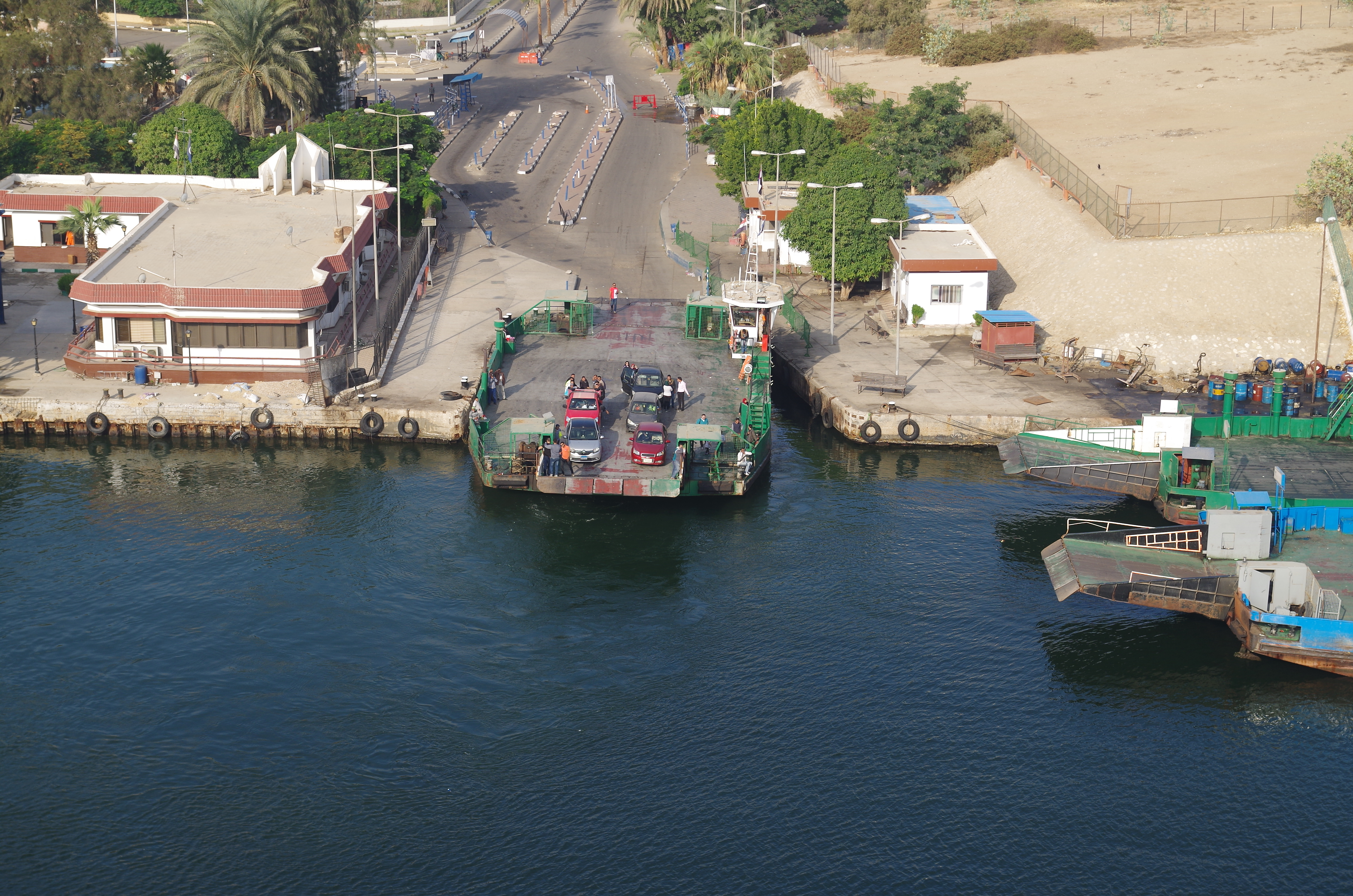
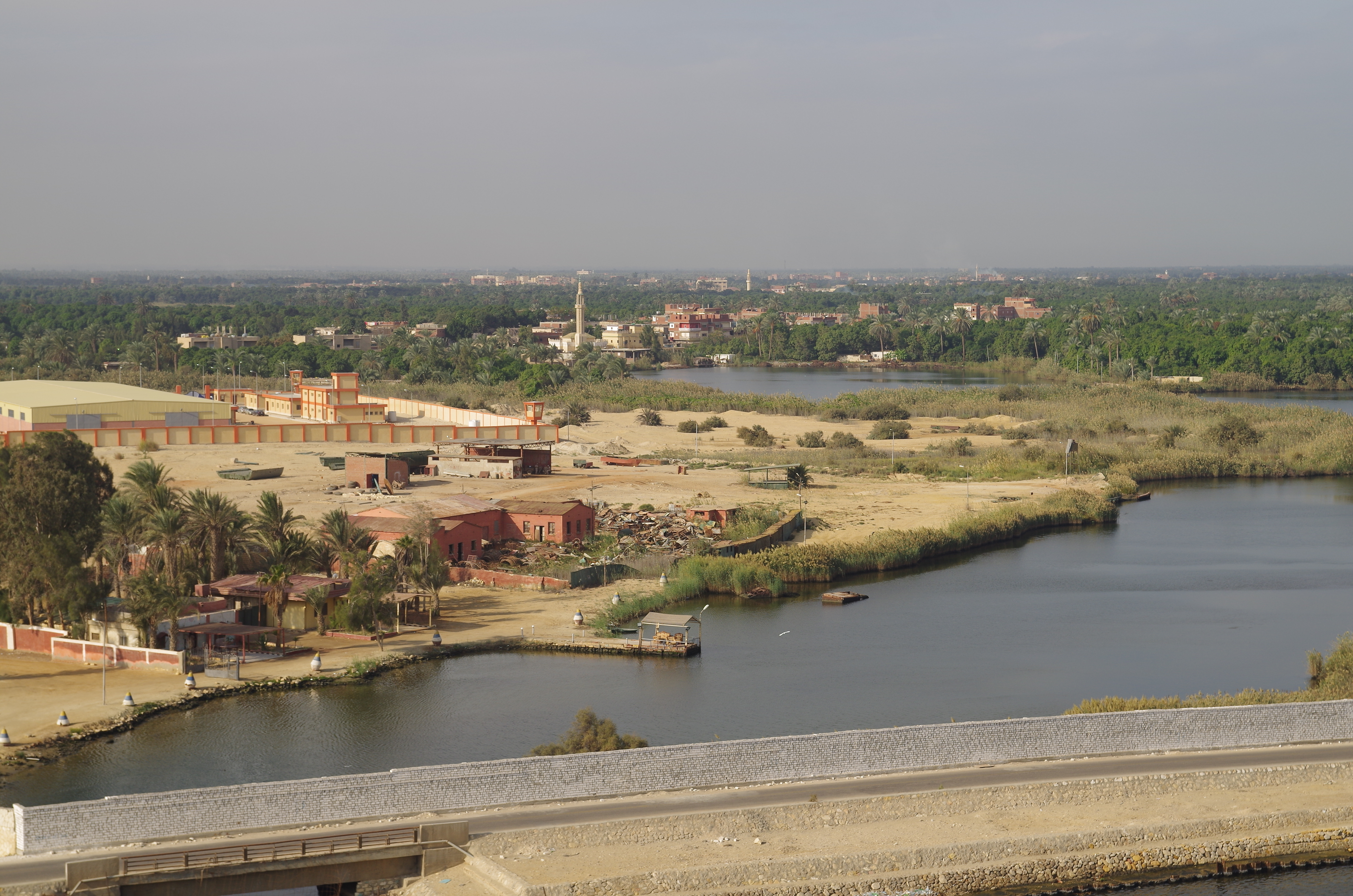
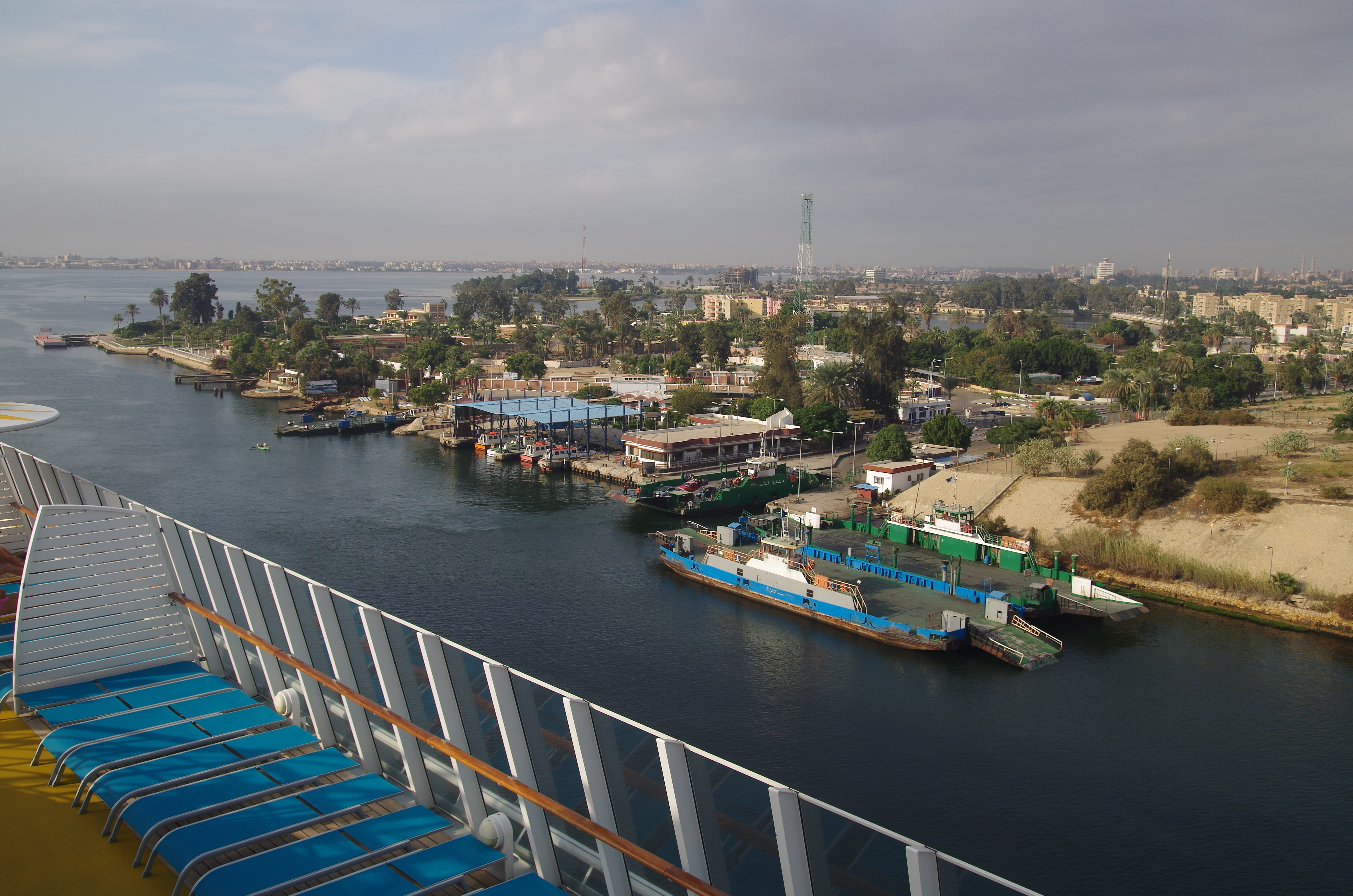
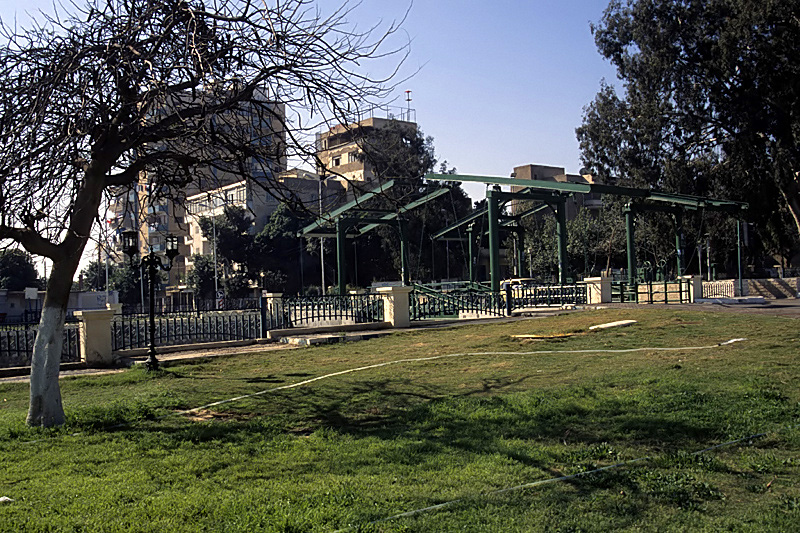
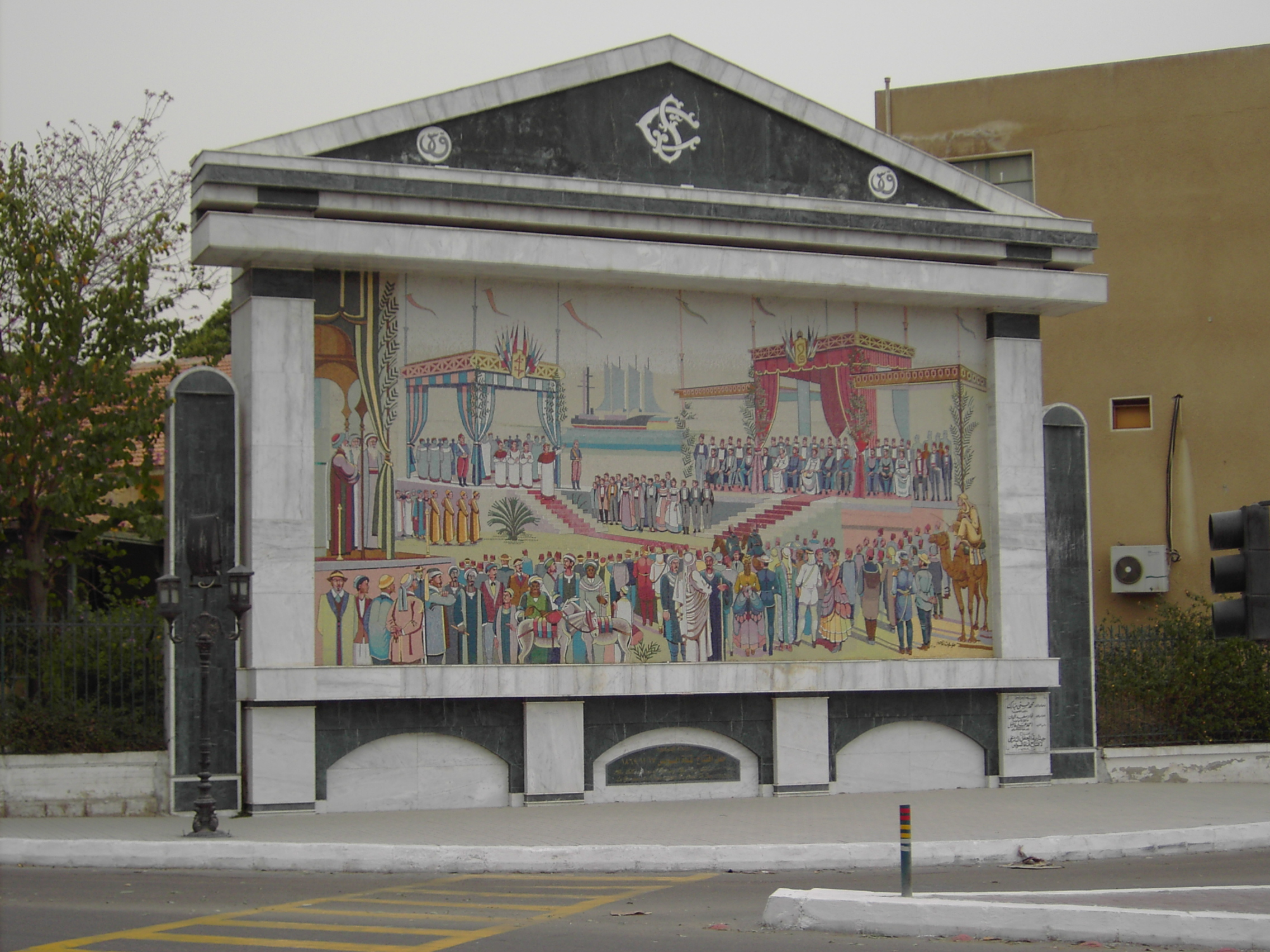
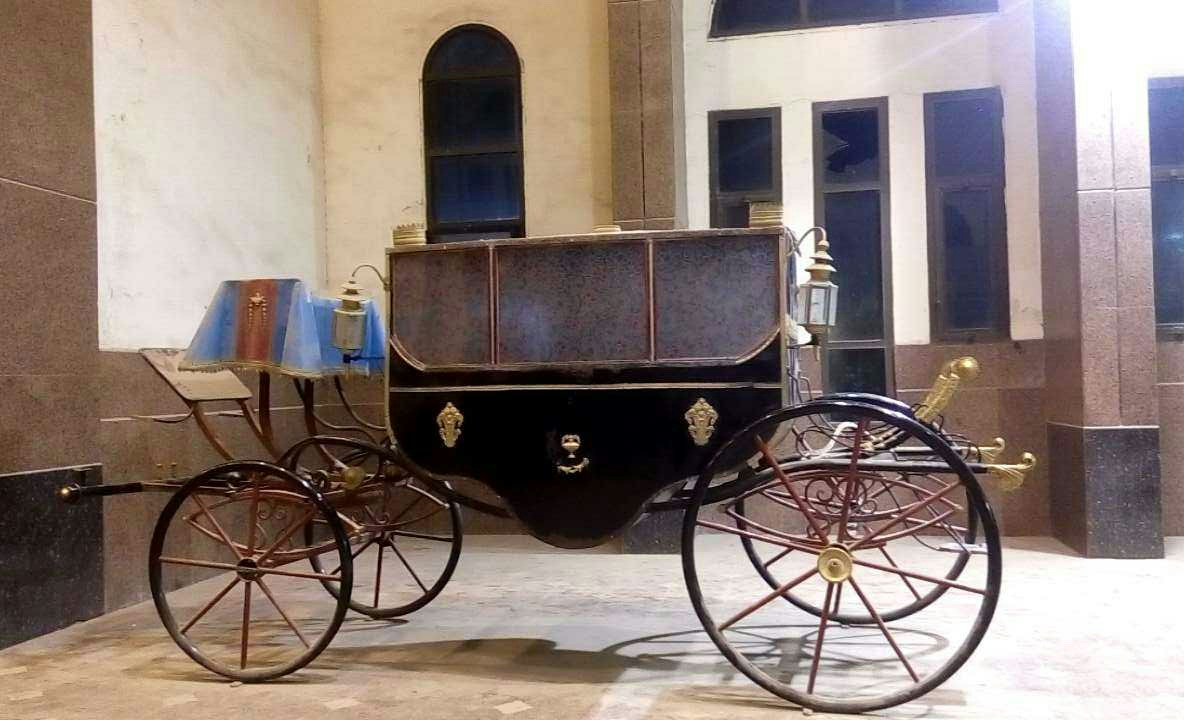
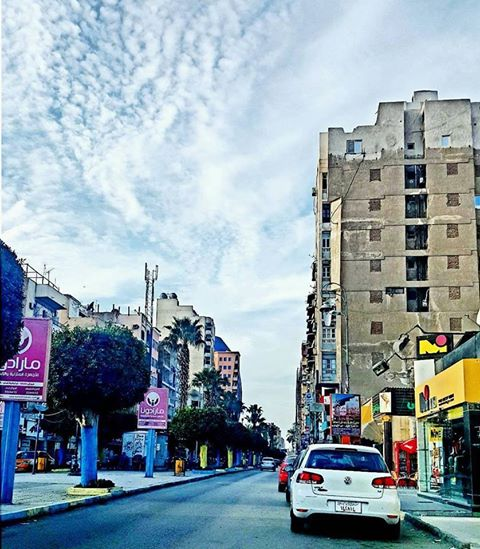
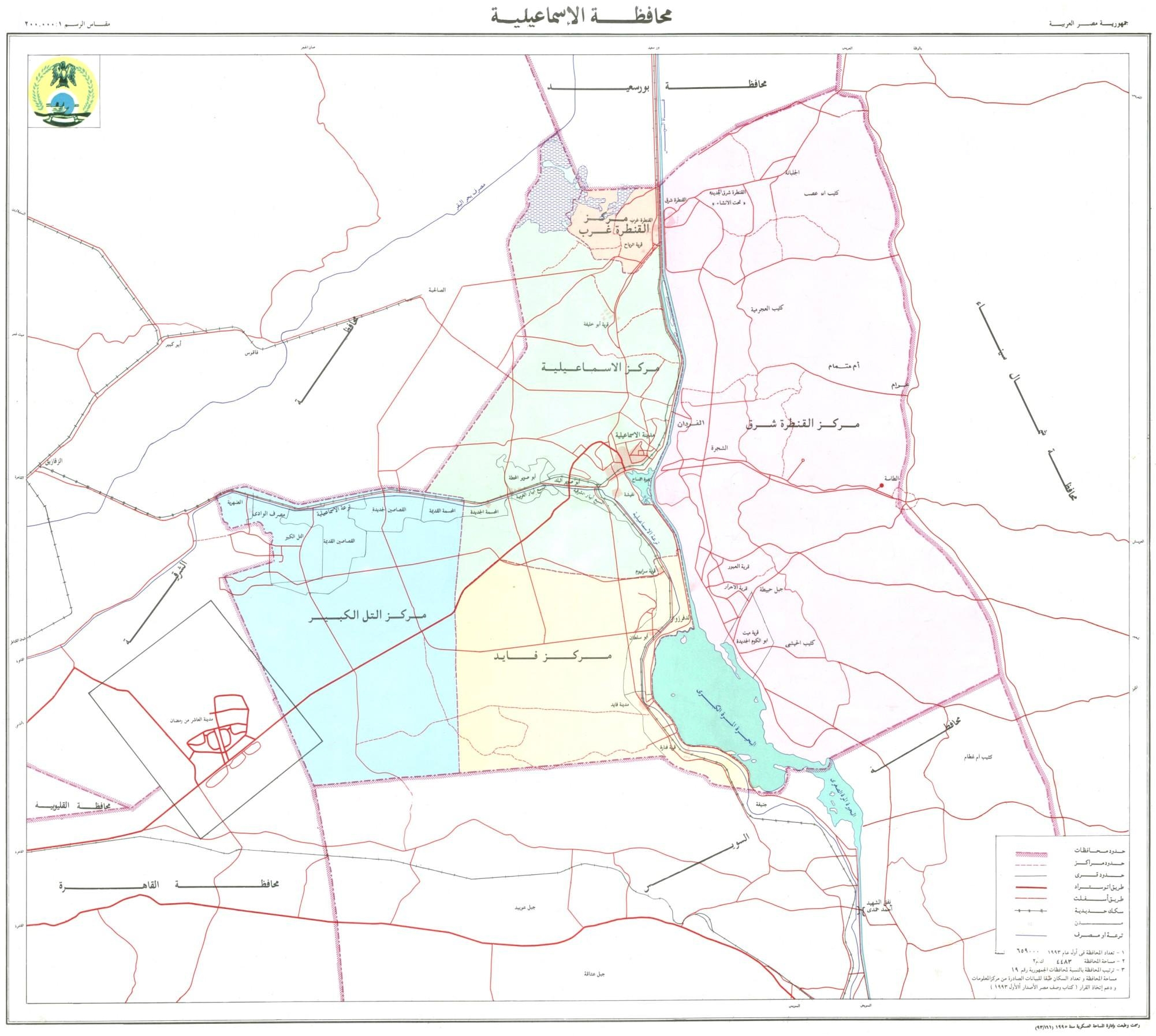
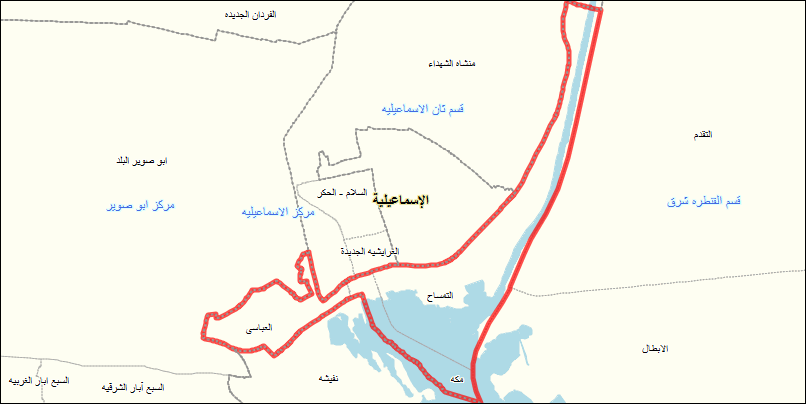
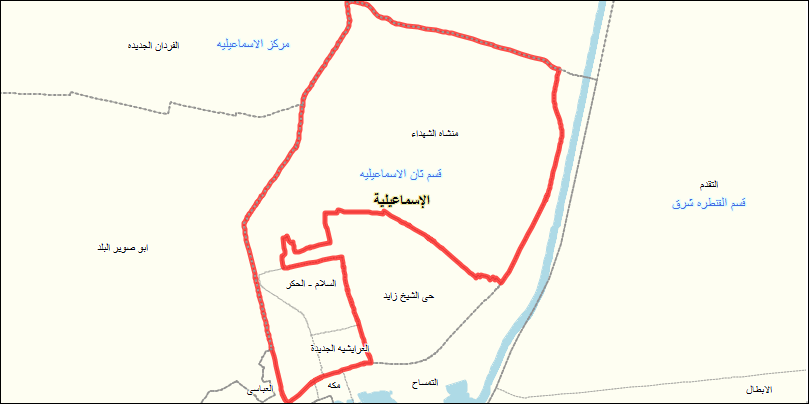
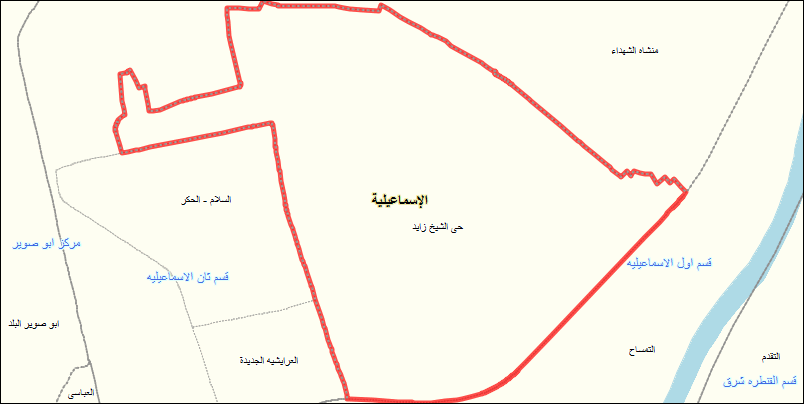
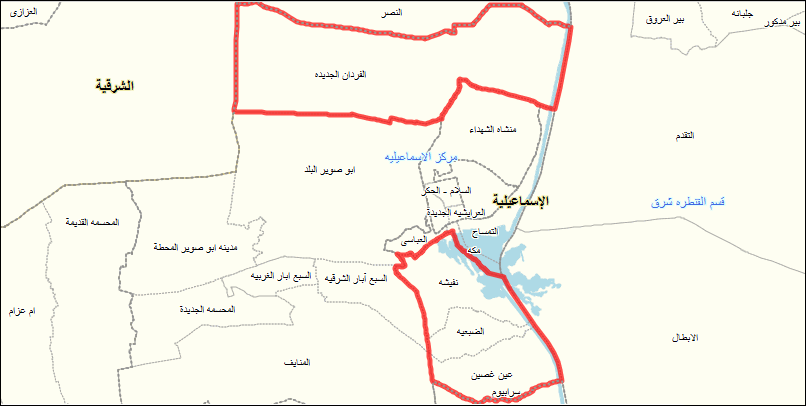